# Santuario de Nuestra Señora de la Fuensanta (Villel)
El santuario de Nuestra Señora de la Fuensanta (también, Santuario de la Fuensanta) es un templo católico situado en el término municipal de Villel, provincia de Teruel (Comunidad de Aragón, España).

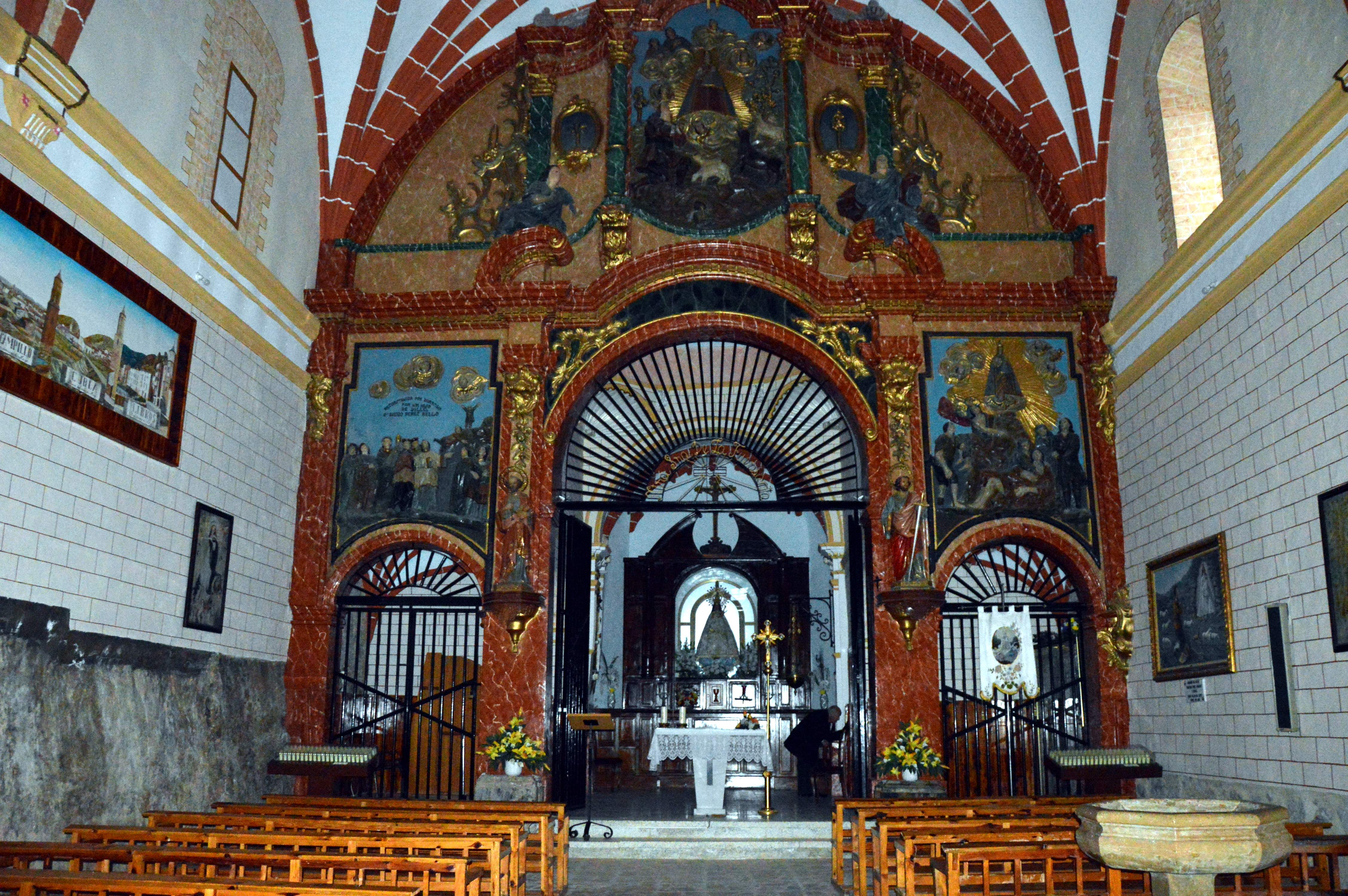
Santuario de la Fuensanta (Villel, Teruel), 2019.

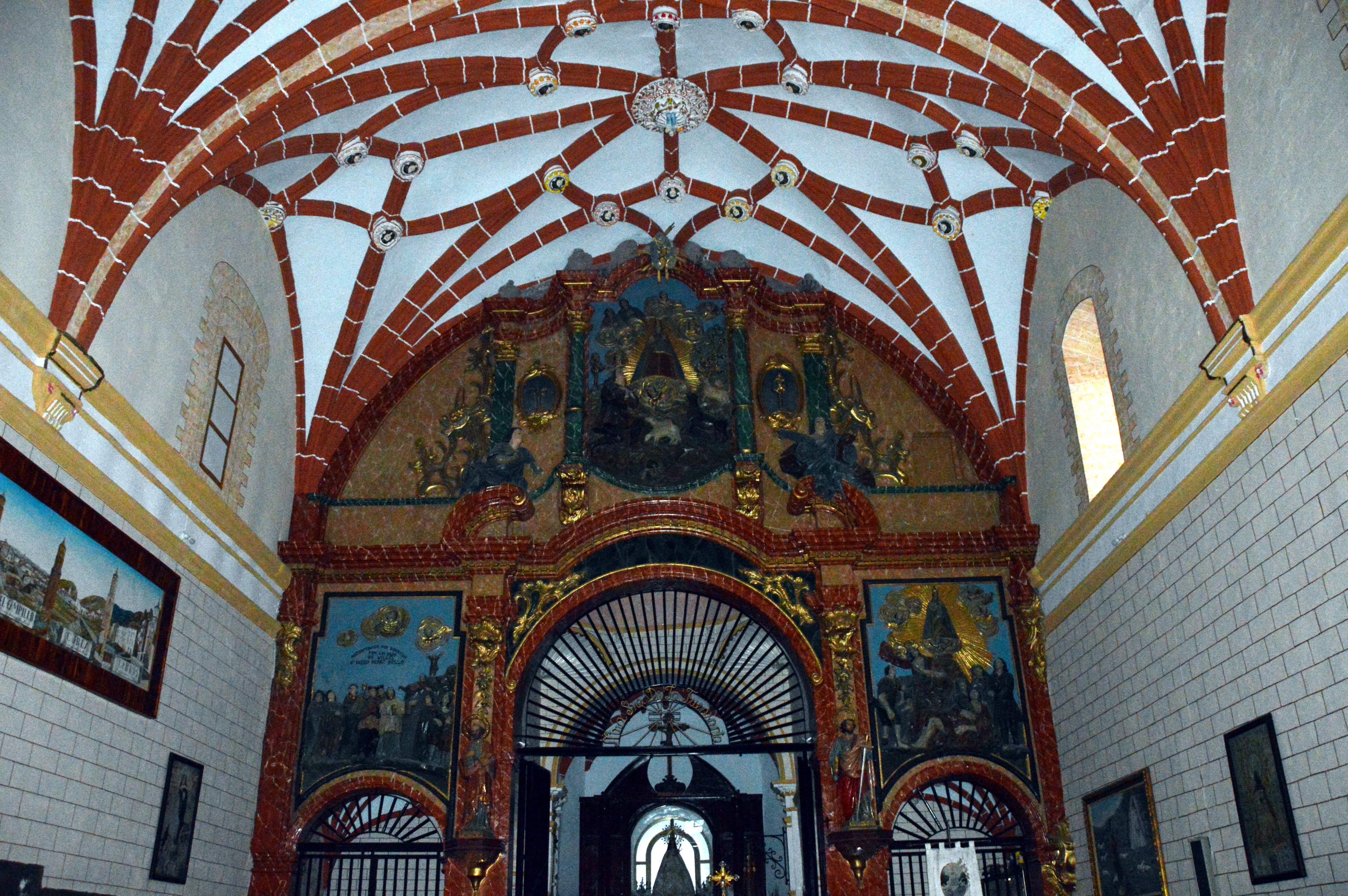
Santuario de la Fuensanta (Villel, Teruel), 2019.

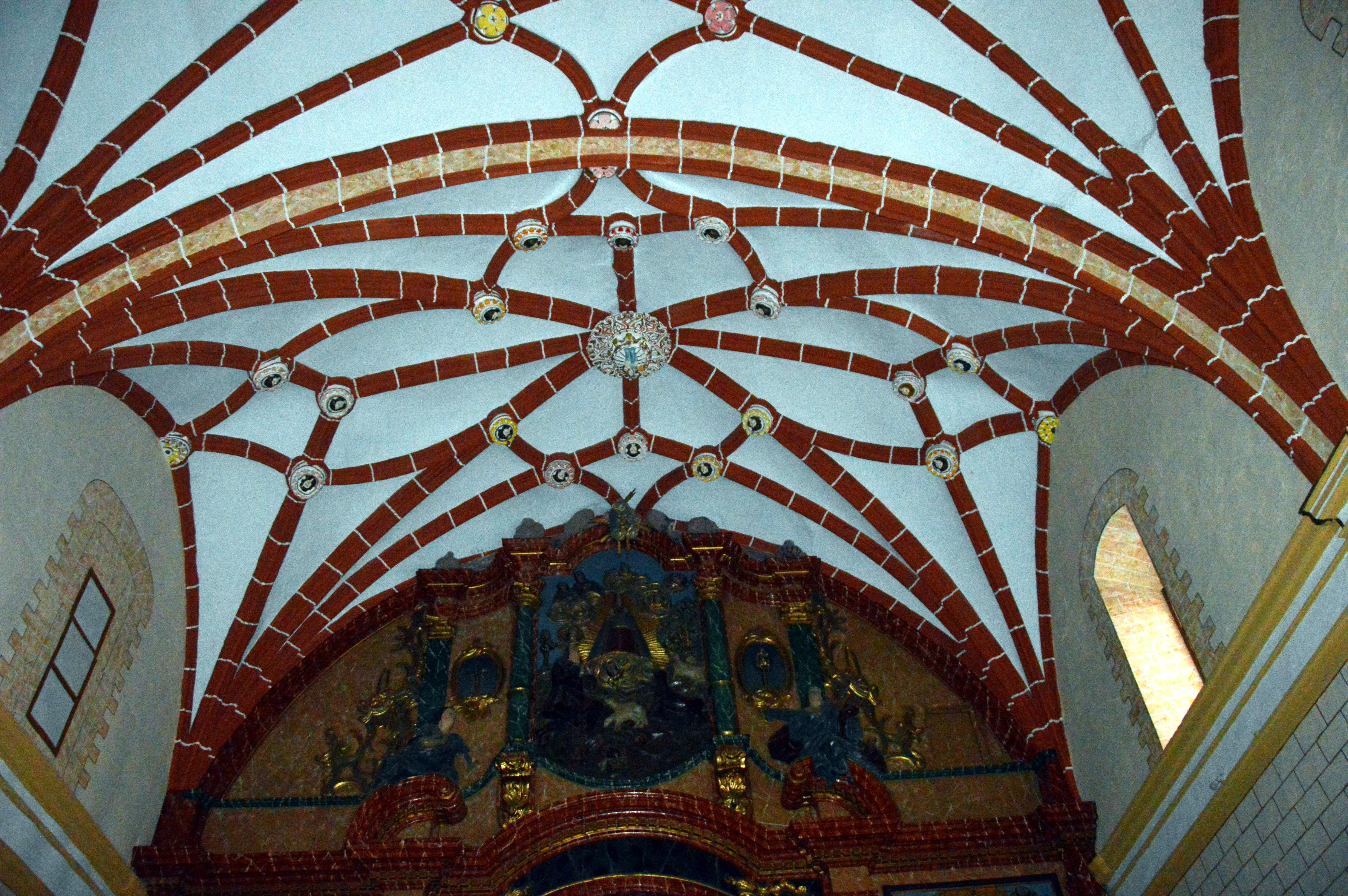
Santuario de la Fuensanta (Villel, Teruel), 2019.

Construido en la segunda mitad del siglo XVI (1561), sobre otro edificio anterior del siglo XIII, en su interior se venera la imagen de la Virgen de la Fuensanta, «aparecida» o hallada por un pastor en un monte próximo en la tercera década del siglo XIII (1238).

## Tradición, leyenda y devoción
El motivo por el que el Santuario de la Fuensanta recibe este nombre se debe a que tras la «aparición» o el hallazgo de la imagen de la Virgen, y atendiendo su petición, las autoridades y moradores de Villel, decidieron construir un templo en su honor. Como el lugar del hallazgo de la imagen era muy escabroso para su erección, pensaron levantarlo en un punto más accesible, para favorecer las visitas y su veneración. Mientras duraran las obras pensaron trasladar la imagen a la iglesia parroquial. Durante el traslado, los que portaban la imagen hicieron un descanso, siendo aquí donde tuvo lugar el prodigio de la «fuente de aceite», que comenzó a manar de la misma roca del monte; de ahí el nombre de la advocación «Virgen de la Fuente-Santa»:

«Entre dos encrespadas montañas, casi enteramente formadas y coronadas de peñas disformes, y vestidas de matorrales y árboles silvestres, media un barranco profundo que lleva su corriente azia Oriente, y en sus avenidas va á unirse con el Turia debaxo de Villel. […] Sin embargo, la misma madre del barranco sirve de camino para varios Pueblos de los que estan al Poniente de Villel, y para diferentes campos, y para Castilla. […] Y habiendo baxado la Procesion de este dia con la Sagrada Imagen de Nuestra Señora desde el sitio de la Aparicion hasta el cauze de la rambla, mientras hacian en aquel parage un poco de detencion para descansar de las fatigas de la escabrosa baxada, y se colocaban con mejor orden en la madre de la rambla como en parage mas llano; he aquí que advierten con asombro y con general aplauso, que de las peñas de la izquierda de la misma rambla, junto á ciertas fuertes de agua dulce, y cristalina que todos tenian bien conocidas por estar tocando el camino, brota de nuevo por singular prodigio una fuentecilla de azeyte, que á todos llena de consuelo por la maravilla, por la significacion de la voluntad de la Virgen y por el presagio de las misericordias de la Madre de Dios para con el Pueblo que en este manantial se reconocen. […] Aqui, en este sitio se ha de edificar el Templo á la Virgen Santisima, comprehendiendo dentro de él esta fuente Santa, sobrenatural, y prodigiosa».
Historia de Nuestra Sra. de la Fuente-Santa venerada en su santuario existente en el término de la villa de Villel, Obra escrita por un devoto a solicitud de frey Lamberto Culla, prior del dicho santuario

Observado el prodigio de la «fuente de aceite», las autoridades y lugareños entendieron que este era el lugar donde debían construir el santuario para venerar la imagen de la Virgen. Bajaron después hasta la villa y colocaron la sagrada imagen en la iglesia parroquial, mientras durase la construcción del templo. A tenor de la tradición, se colige que en los gastos de la fábrica debieron contribuir mucho los caballeros templarios, «porque el Santuario ha quedado en calidad de Casa Regular, perteneciente a la Encomienda de las Ordenes Militares que sucesivamente han posehido á la Villa. Y para memoria perpetua de tan maravillosos sucesos, edificaron también una especie de Adoratorio, ú Hermita muy pequeña» en el lugar donde tuvo lugar el hallazgo de la imagen.
La pequeña ermita construida en el lugar del hallazgo de la imagen es conocida como «La Aparecida», y se halla próxima al templo, «á distancia de un tiro largo de bala por línea visual, aunque para subir desde la Hermita grande de abaxo será menester media hora por lo escabroso del terreno».
El templo o «Hermita grande» se construyó a la vista de «La Aparecida», y concluidas las obras se trasladó la imagen de la Virgen a este lugar, desde la iglesia parroquial:

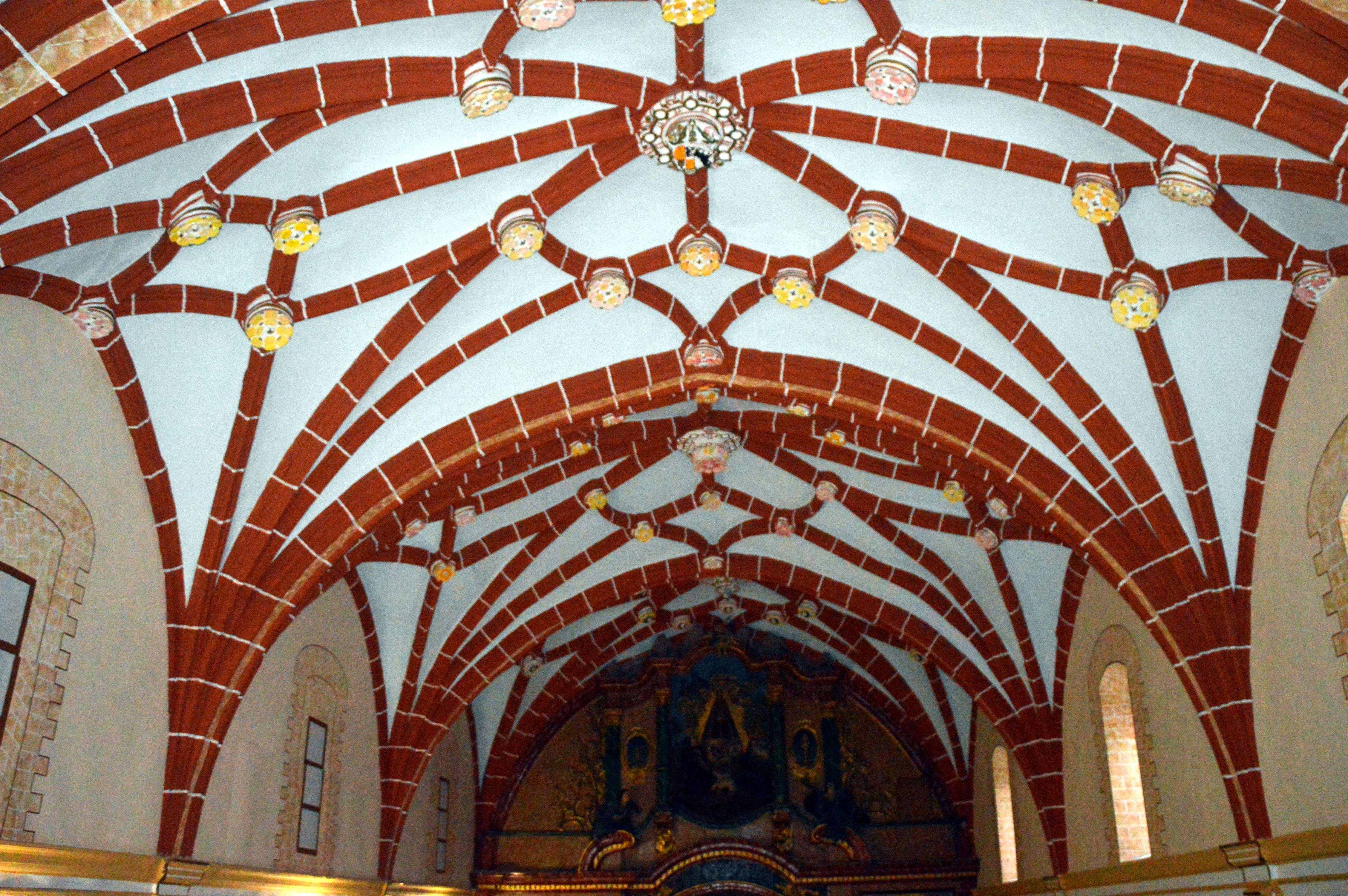
Santuario de la Fuensanta (Villel, Teruel), 2019.

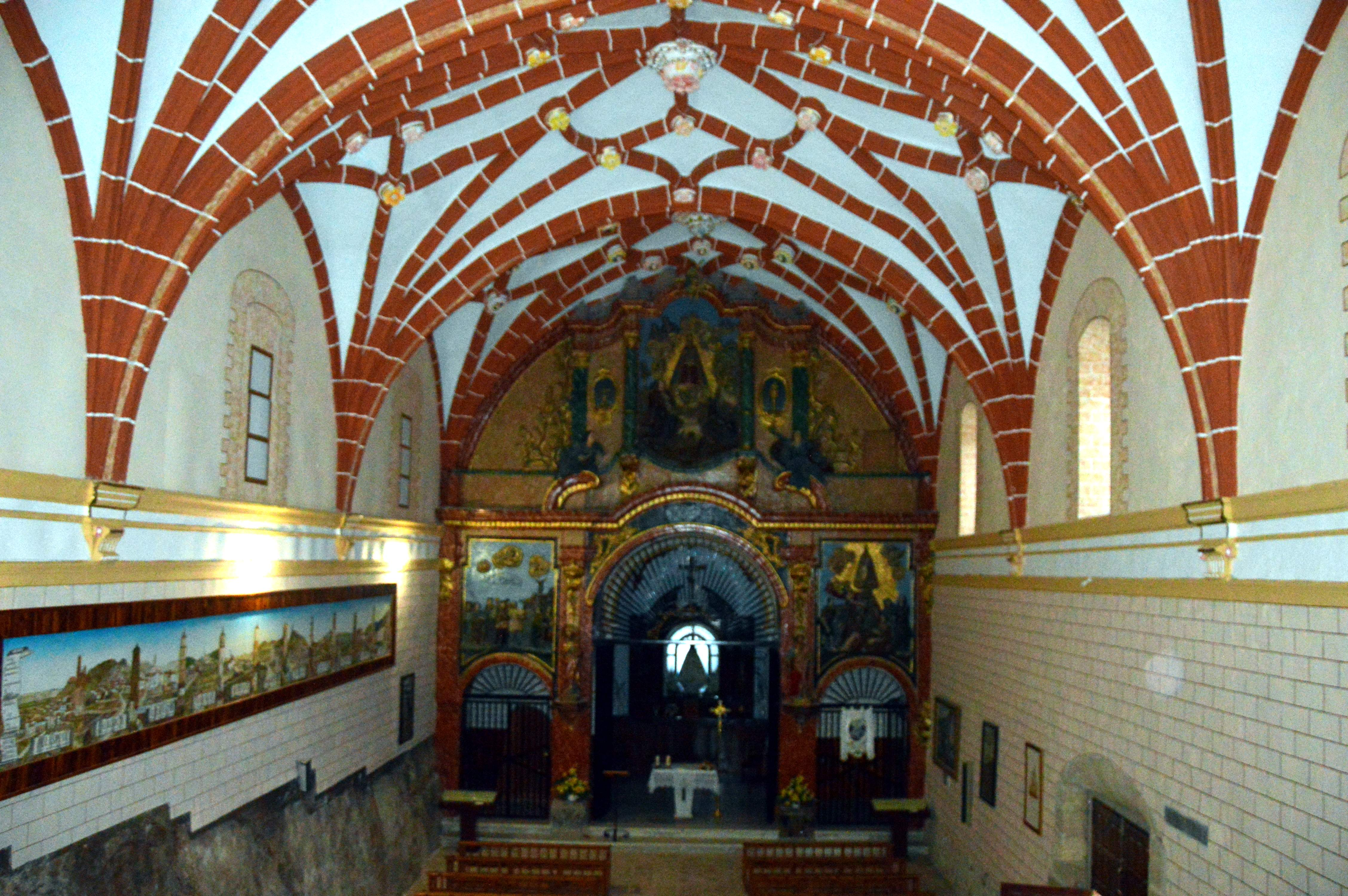
Santuario de la Fuensanta (Villel, Teruel), 2019.

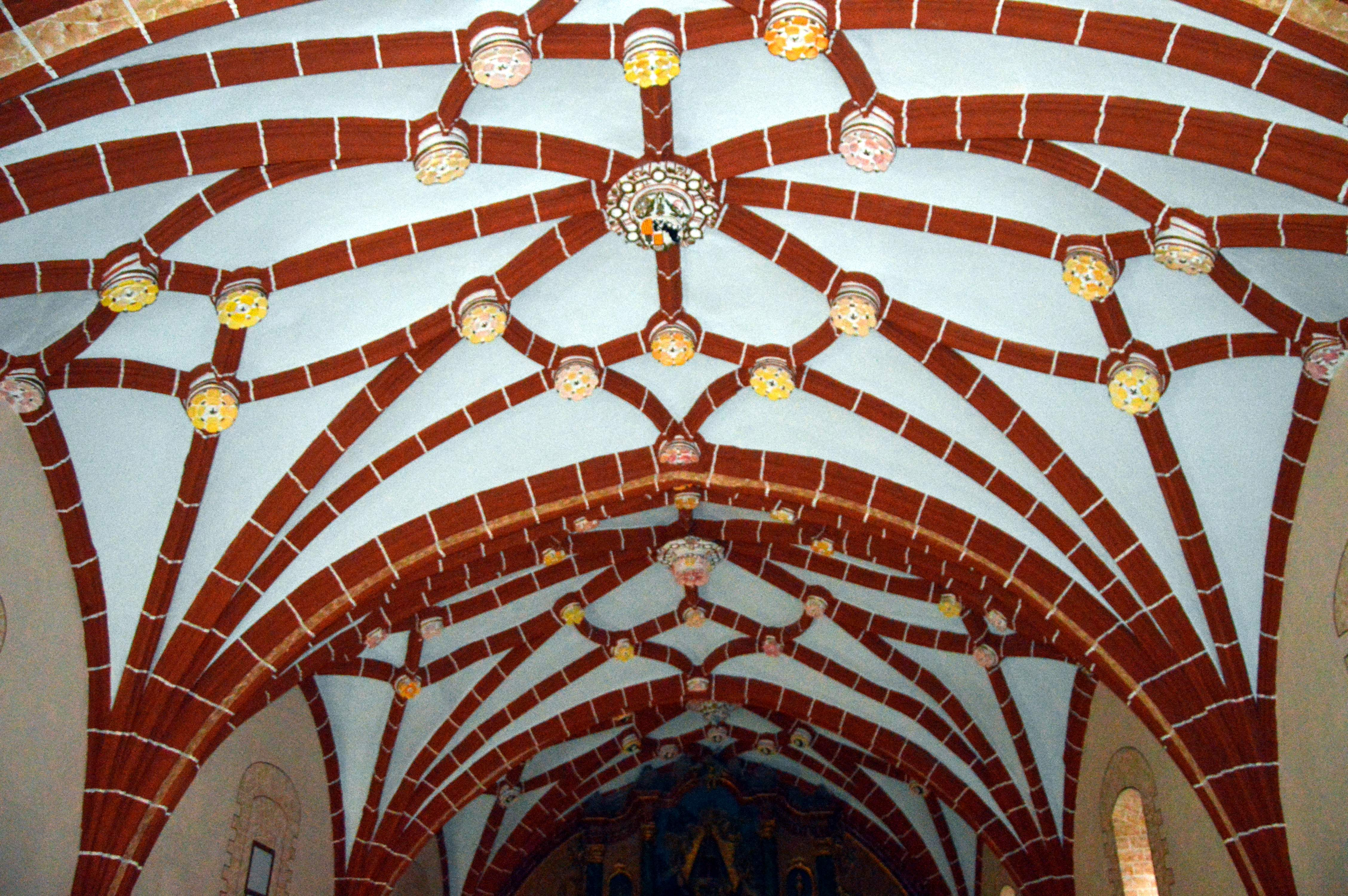
Santuario de la Fuensanta (Villel, Teruel), 2019.

«El Templo ó Hermita de la Virgen, edificado en el año 1238 á consecuencia de la Aparición de la Santa Imagen, se arruinó en el año de 1560, y en seguida se reedificó en el mismo sitio muy mejorado con la sumptuosidad que se ve en el dia...».
Historia de Nuestra Sra. de la Fuente-Santa venerada en su santuario existente en el término de la villa de Villel, Obra escrita por un devoto a solicitud de frey Lamberto Culla, prior del dicho santuario

## Reseña histórica
Consta la figura de Mosen Pedro Gil (1560-1646), primero beneficiado y luego rector de la Iglesia del Salvador (Tramacastiel), autor de una breve obra -Historia de la Virgen de la Fuente-Santa (ca.1640)-, seguida de otra escrita por Mosen Sebastián Alegre (1602-1650), asimismo rector de la parroquial de Tramacastiel. Ambos autores recogieron en sus obras la existencia de «unas tablas pendientes ó clavadas en la pared (de la Hermita primitiva de la Virgen de la Fuensanta), donde se referia la Aparicion de la Sagrada Imagen, y todo los prodigios que dejo dichos, con individuacion del año y dia en que sucedieron». Los textos de aquellos eclesiásticos nunca se publicaron, guardándose en los archivos del Santuario, mas «perecieron en el año 1709, en que consta, que los Soldados voluntarios, llamados comunmente Micaletes, incendiaron, y quemaron dicho Archivo enteramente». De hecho, la falta de documentación antigua relativa al Santuario de la Fuensanta se achaca básicamente a la destrucción por una partida de Migueletes de sus archivos, a principios del siglo XVIII (1709).

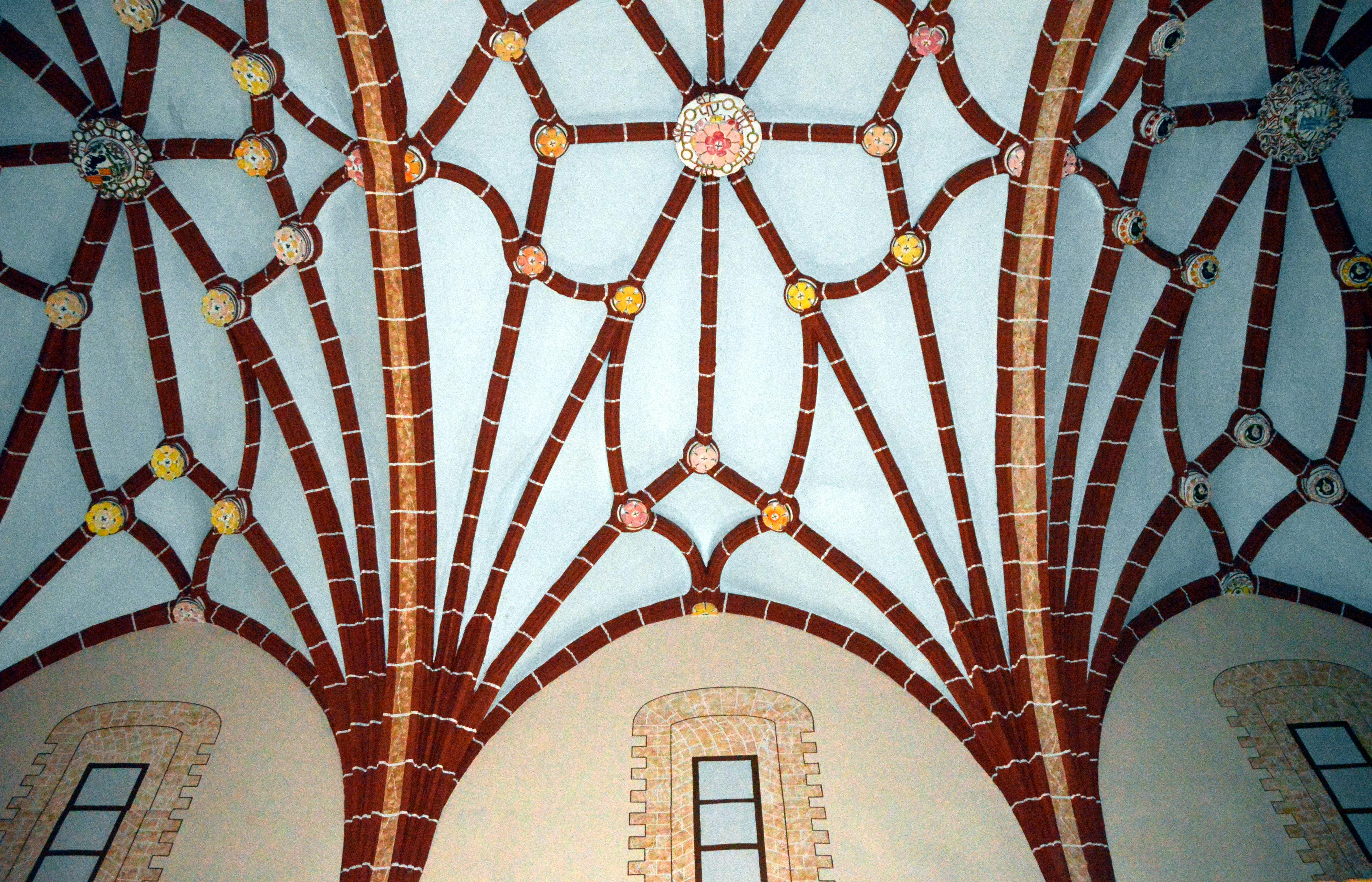
Santuario de la Fuensanta (Villel, Teruel), 2019.

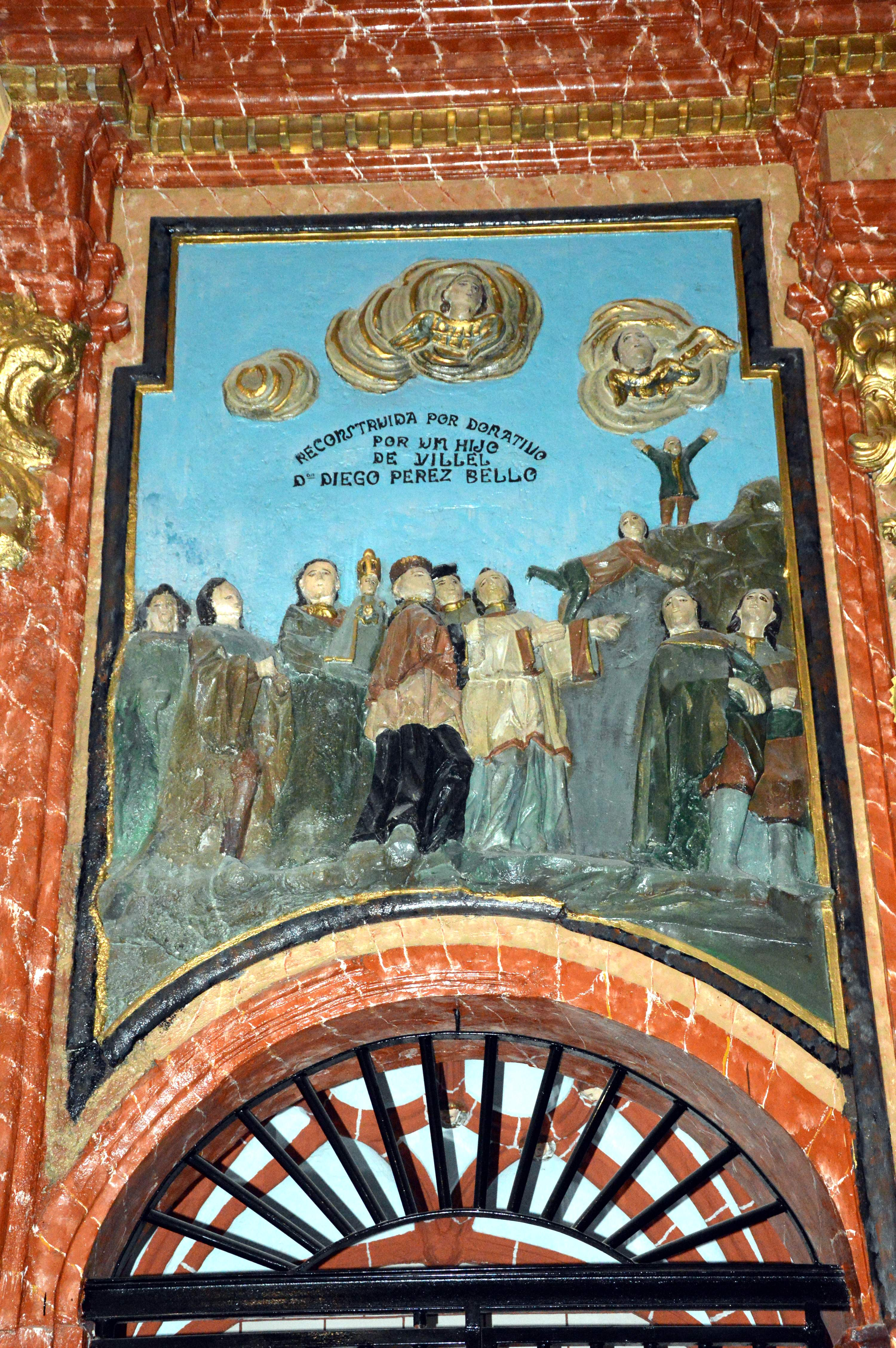
Santuario de la Fuensanta (Villel, Teruel), 2019.

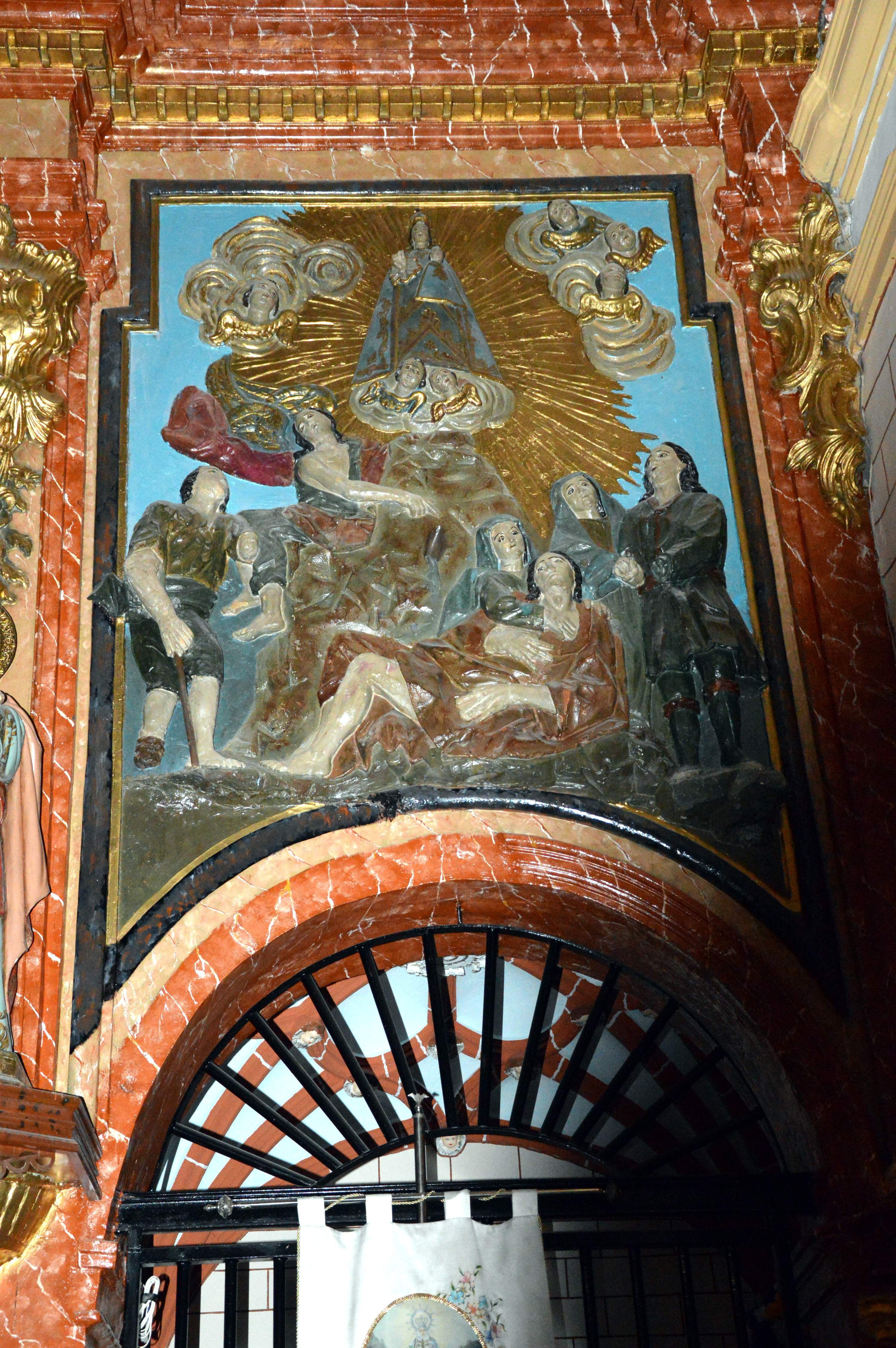
Santuario de la Fuensanta (Villel, Teruel), 2019.

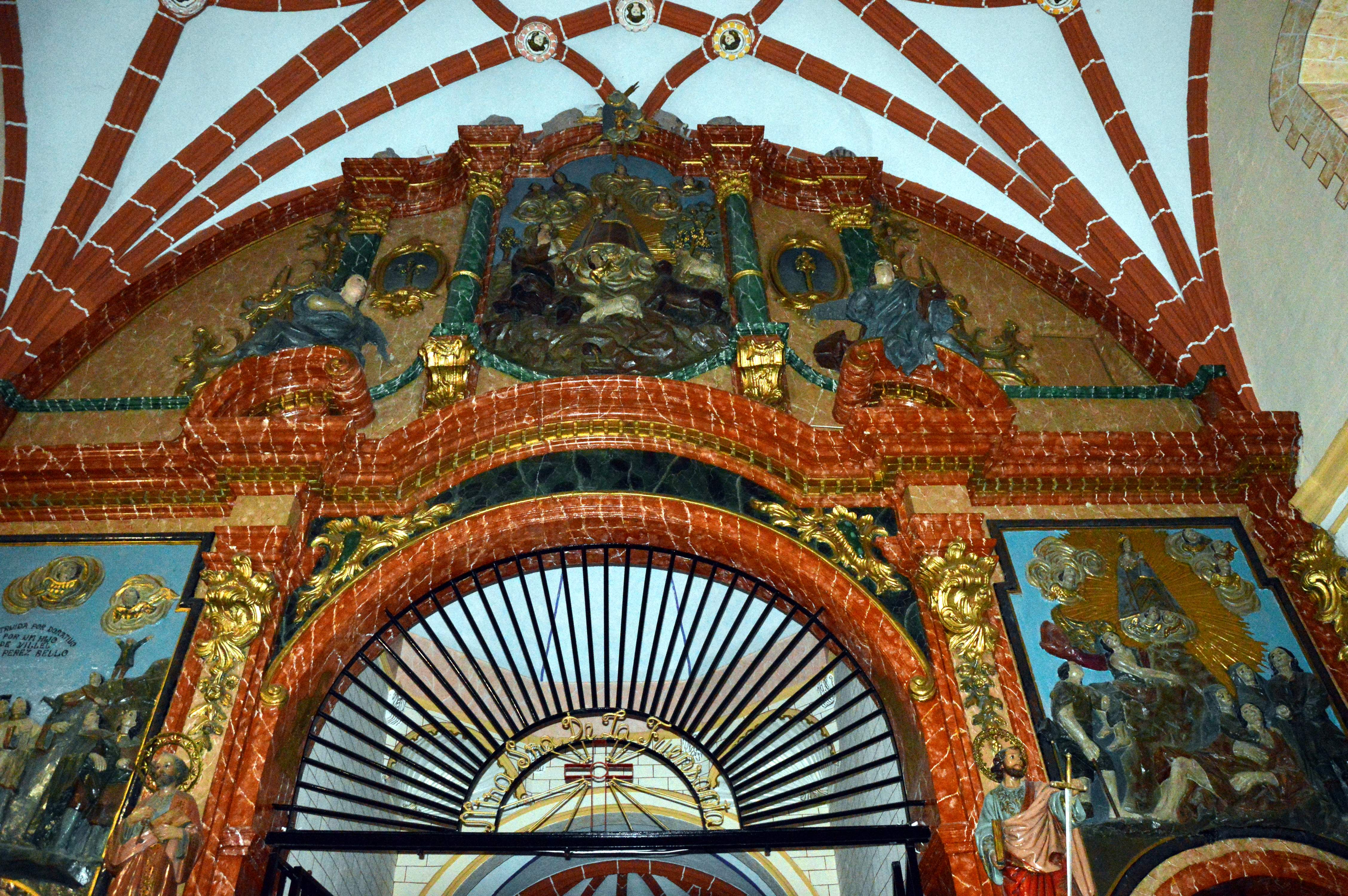
Santuario de la Fuensanta (Villel, Teruel), 2019.

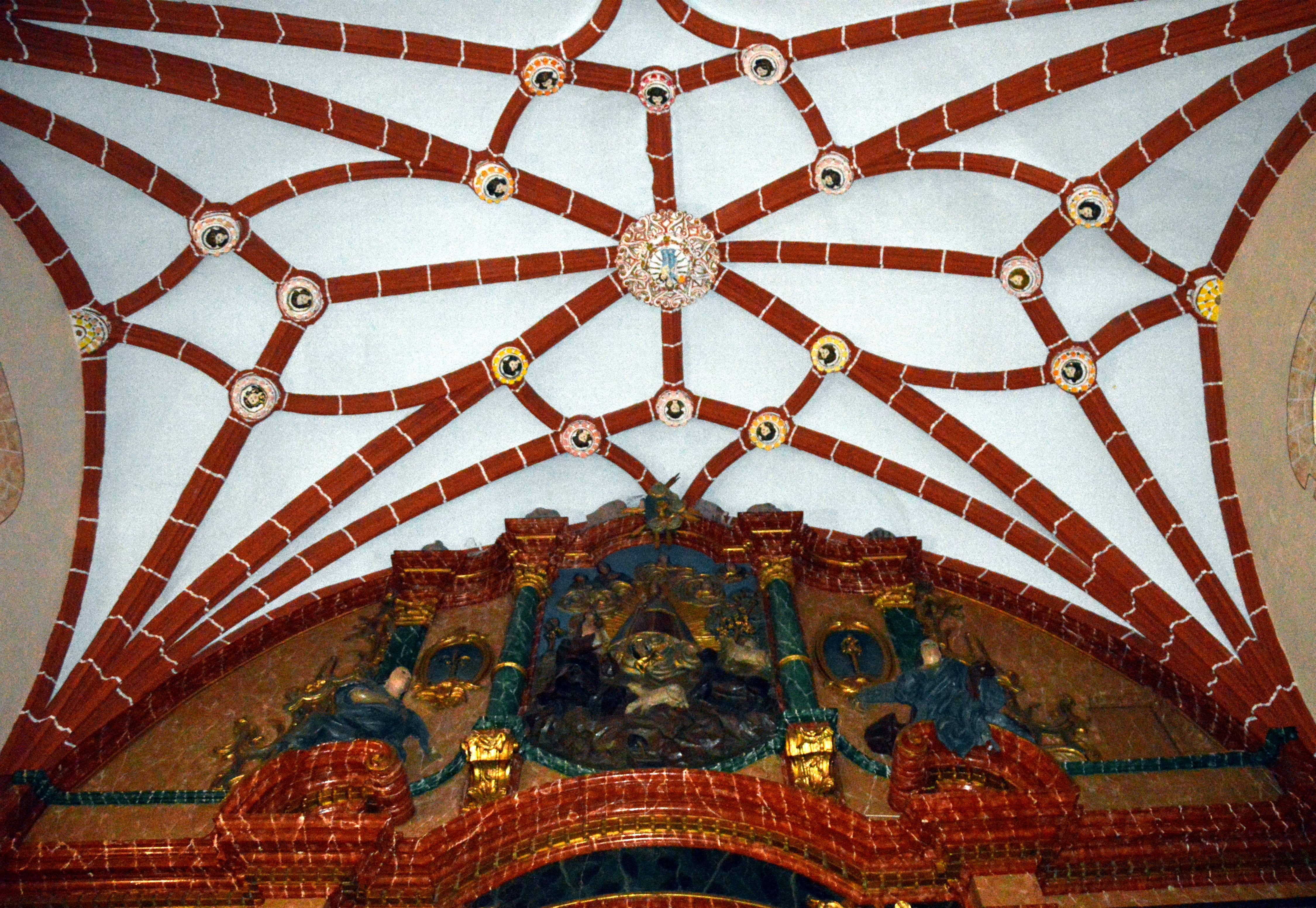
Santuario de la Fuensanta (Villel, Teruel), 2019.

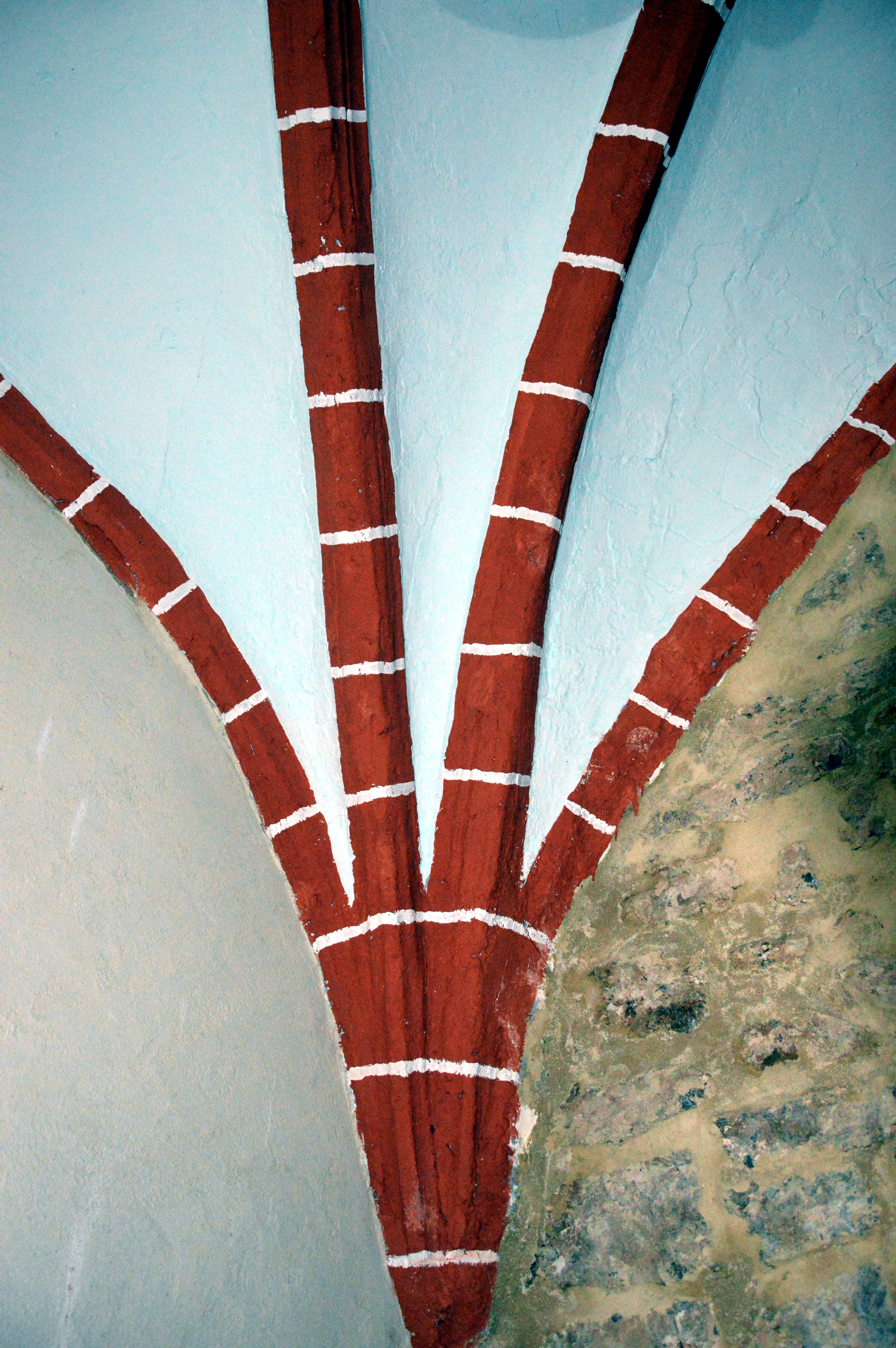
Santuario de la Fuensanta (Villel, Teruel), 2019.

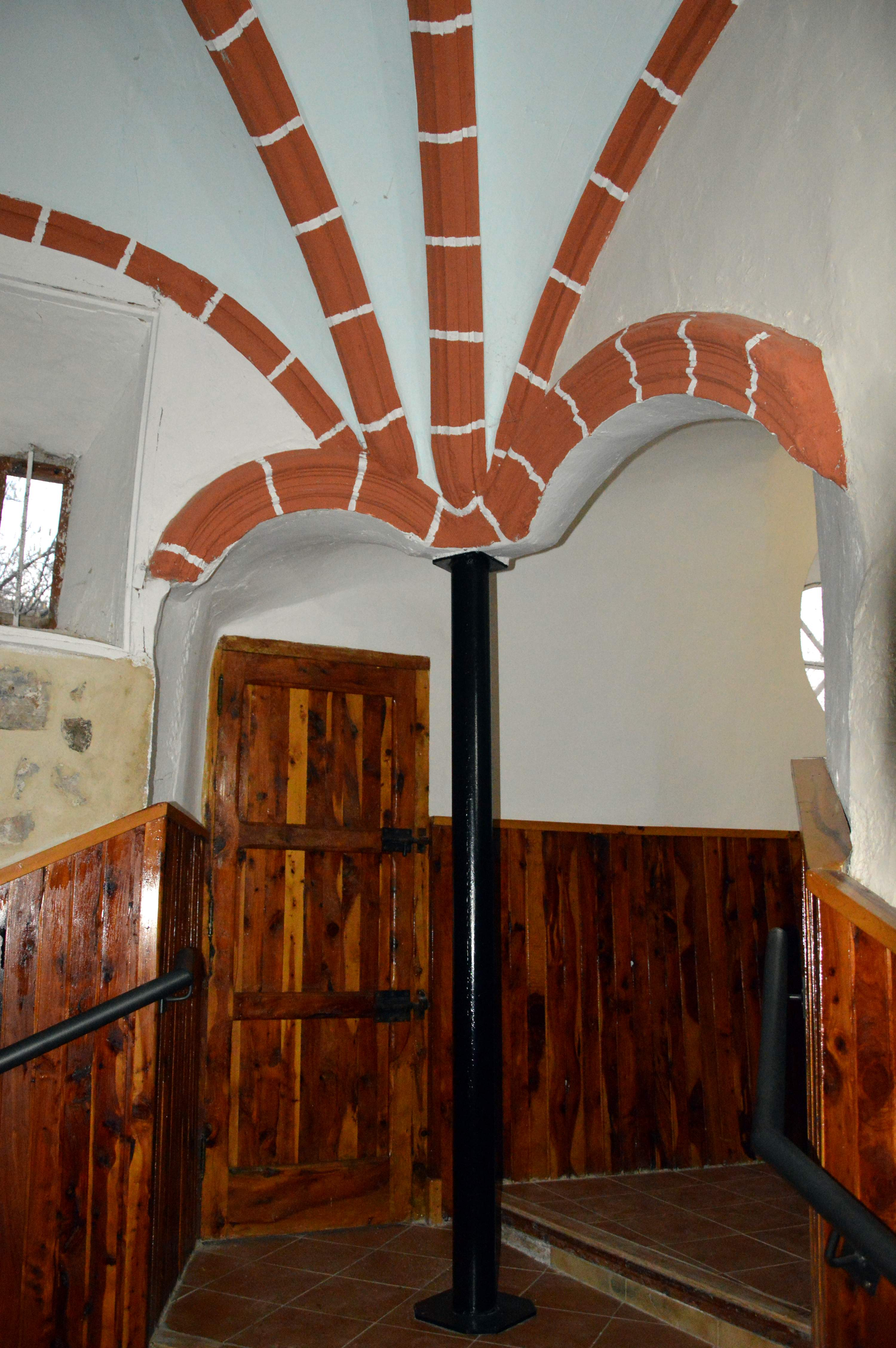
Santuario de la Fuensanta (Villel, Teruel), 2019.

Durante la Guerra de la Independencia (1808-1813), el Santuario y la Casa del Prior fueron saqueados en varias ocasiones, teniendo lugar en la zona dos sangrientos enfrentamientos entre las tropas españolas de Villacampa y las francesas: en una ocasión contra el mariscal Suchet y otra contra el general Klopicki.
Mediado el siglo XIX (1851), la plaza del Prior de la Fuensanta dejó de proveerse, instituyéndose en su lugar la figura del «ermitaño», encargado del mantenimiento (cuidado y limpieza) del Santuario. El ermitaño vivía con su familia en la Casa Hospedería, atendía a los visitantes y se sustentaba con los donativos que le ofrecían, y del huerto y el corral del Santuario.
Durante la Revolución española (1936) y Guerra Civil (1936-1936), el Santuario fue de nuevo saqueado: los archivos fueron destruidos y la imagen de la Virgen desapareció, junto con otras que había (san Joaquín, san José, san Lamberto y Virgen de los Dolores); en la posguerra se reparó lo dañado, labrándose la «capilla de santa Teresa», situada a los pies, lado de la epístola.

## Otras noticias históricas
La fundación y dotación del Santuario corrió a cargo de los Hospitalarios de San Juan de Jerusalén  (siglo XVI). A su cargo se hallaba un sacerdote de la orden con el título de Prior, encargado del mantenimiento, cuidado y administración de las limosnas de los fieles -y con obligación de rendir cuentas a los responsables de su Religión-, «presentando su lista de cargos y descargos correspondientes á cada un año».
Aunque se tienen noticias de un sacerdote residente en el Santuario a comienzos del siglo XVI (1519), el primero que residió con el título de Prior fue Mosen Pedro Magallon, nombrado y presentado por frey Gerónimo Lacavellería, Comendador de Villel a comienzos de la segunda mitad del siglo XVI (1568). Desde entonces y hasta principios del siglo XIX (1802) se conservó la lista de los priores. Por su posterior trayectoria destacaron los siguientes:
- Frey Don Gerónimo Molina y Aragonés, natural de Fortanete, nombrado en 1654. Tras doce años residiendo en el Santuario fue elegido Inquisidor de Barcelona, después Obispo de Malta y posteriormente de Lérida, donde falleció en 1698.

- Frey Don Juan Josef Castillo, natural de Daroca y maestro en artes. Residió en el Santuario por espacio de quince años, siendo después promovido a la Canonjía de la Colegial de Daroca, pasando posteriormente a la metropolitana de Zaragoza, donde falleció a principios del siglo XVIII.

- Frey Don Lamberto Culla, regentó el Santuario durante cuatro décadas, fue el promotor de la obra Historia de Nuestra Señora de la Fuente-Santa (1802), escrita por un devoto anónimo.

## Ubicación y descripción
El santuario actual se halla en la margen izquierda del barranco de la Fuensanta, a la vista de la pequeña Ermita de «La Aparecida», situada en la parte alta del monte, margen izquierda de la barranca. La primera descripción corresponde al autor anónimo de la Historia de Nuestra Señora de la Fuente-Santa (1802):

«El Templo, edificado desde el año de 1560 en adelante por haberse arruinado el primitivo, es de una nave, pero capaz y despejada, y de mucha solidez y seguridad. Su sitio es el mimo que el de la Hermita primitiva con mas amplitud de terreno, de suerte que la nave del existente está formada con la una pared colateral dentro de la rambla, y la otra á su izquierda siguiendo la corriente sobre las solidisimas peñas que sirven de fundamento al monte de la solana, y de donde mana la maravillosa Fuente. Tiene á la Santa Capilla de frente por la parte de Oriente, y á Poniente una puerta, con otra al mediodia por la misma rambla. Su capacidad es de 62 palmos de latitud con inclusion del grueso de las paredes, 170 de longitud, y 70 de altura hasta el texado, que tiene su buena bobeda debaxo, con circos arcos, y su montea cordonada».
Historia de Nuestra Sra. de la Fuente-Santa venerada en su santuario existente en el término de la villa de Villel, Obra escrita por un devoto a solicitud de frey Lamberto Culla, prior del dicho santuario

Respecto a su solidez, comenta que el edificio no ha sufrido ni sufre con las riadas, «por mas que las avenidas del barranco, no solo lamen, sino que azotan terriblemente la una de las paredes colaterales de esta iglesia». En cuanto a la distribución de los altares, refiere que entrando por la puerta de occidental, situada a los pies del templo, a la derecha (epístola) hay «un primoroso retablo de San Lamberto Martyr, de muy buen gusto en la idea y escultura», y a la izquierda (evangelio), frontero al retablo, «se ve la Fuente-Santa». Hacia la cabecera del templo, sobrepasada la puerta oriental «hay otro Altar dedicado á la Virgen de los Dolores». Refiere también la existencia de un espacioso coro alto, sobre la entrada de los pies. En cuanto a la Santa Capilla, situada en la cabecera, refiere:

«Pero lo principal de este Templo es la Santa Capilla de Nuestra Señora, que le sirve de Altar mayor. Se divide del cuerpo de la nave de la Iglesia con una grada, y un rexado de hierro muy alto y antiguo, á cuyos lados en debida proporcion hay dos columnas, y sobre ellas se levantan tres arcos, el de medio mucho mayor que los colaterales, los quales forman un magnifico frontispicio. Renovaronse estas columnas en el año 1784 haciendolas de piedra labrada, y con esta ocasión se mejoro el frotispicio con dos cuerpos de arquitectura del orden Jonico, y Corintio, formando en él tres medallones de medio relieve. El uno está sobre el arco de medio, y en él se representa la Aparicion de Nuestra Señora: los otros dos sobre los arcos colaterales, gravado en el uno el prodigioso manantial á presencia de la Santa Imagen, y en el otro figurando el general Patrocinio de la Virgen por medio de su Santa Fuente».
Historia de Nuestra Sra. de la Fuente-Santa venerada en su santuario existente en el término de la villa de Villel, Obra escrita por un devoto a solicitud de frey Lamberto Culla, prior del dicho santuario

Dentro de la Santa Capilla hay tres altares, relativos a los arcos del frontispicio: el de medio corresponde a la Virgen, de buena calidad, bien dorado, mientras que los laterales son de menor tamaño y próximos al rejado, correspondientes a san José y a san Joaquín. Destaca que «la Santa Capilla tiene tambien en medio su media naranja de bastante altura, formada sobre un anillo poligono ú ochavado».
De la misma forma que el primer templo se supone construido por los Templarios (siglo XIII), el actual se presume que se erigió a expensas de los Hospitalarios de San Juan de Jerusalén, «aunque no dejarian de contribuir tambien los Pueblos por su mucha devocion». En cualquier caso, a principios del siglo XIX los Hospitalarios tenían reservada la propiedad del templo y la obligación de mantener (cuidar, gobernar y administrar) el santuario. La fábrica del nuevo templo, iniciada a mediados del siglo XVI (1561) se concluyó a finales del mismo siglo (1590). Con motivo de finalizar las obras se procedió al traslado de la imagen de la Virgen -presumiblemente desde la iglesia parroquial, donde estuvo mientras duraron las obras. El traslado de la Santa Imagen tuvo lugar «con mucha solemnidad, fiestas, y demostracion de universal regocijo, asistiendo nueve Pueblos, cuyo concurso con las nueve Cruces Parroquiales se veía figurado en el antiguo frontispicio» -cuya renovación tuvo lugar a finales del siglo XVIII (1784).
Frente al templo, margen derecho del barranco, se halla la «casa habitacion del Santuario», que se comunica con la iglesia mediante un puente cubierto, sobre dos arcos. A principios del siglo XIX, la «casa habitacion» ya tenía capacidad para albergar a doscientas personas. La preparación de los solares para la construcción de la casa de hospedaje supuso el desmonte del terreno, con muchos trabajos. Además, a la cabecera del templo se dispuso un pequeño estanque (donde hoy se halla el merendero con mesas de asiento) para recoger el agua de las fuentes, para el riego de un huerto situado al otro lado de la rambla, por debajo de la «casa habitacion del Santuario».
A mediados del siglo XIX (1850), Madoz refiere que «A ½ legua del pueblo se encuentra el célebre santuario de Ntra. Sra. de Fuensanta, rodeado de encrespadas montañas, en las cuales sostuvo el general Villacampa en la guerra de la Independencia dos reñidos y sangrientos encuentros con los franceses».
Se trata de edificio de notables proporciones (37,50 metros de largo, 13 metros de ancho y 14,70 metros de alto), orientado de este(cabecera)-oeste(pies) con muros de mampostería ordinaria y cobertura a dos aguas, una obra levantada en estilo gótico tardío, bien evidente en las nervaduras estrelladas de la nave, erigido a comienzos de la segunda mitad del siglo XVI (1561). El muro del evangelio se alza directamente sobre la roca viva del monte, pudiendo observarse restos de un muro anterior. En ese mismo lado, dentro de la iglesia, se halla la Fuente Santa, donde según la tradición manaba aceite, y que dio nombre al Santuario.
Lo más notable del Santuario, además de las nervaduras góticas de la cúpula es la Capilla Santa, que alberga el Camarín de la Virgen, obra del siglo XVIII, con cúpula octogonal. Sobre la puerta de los pies, que posee arco de medio punto con dovelas, se alza el coro, al que se accede por una escalera situada en el lado del evangelio.
La puerta principal se abre en la fachada meridional (epístola), sobre el mismo cauce del barranco, posee un gran arco interior de medio punto que luce en su parte superior una cruz de ocho puntas, correspondiente a la Orden del Hospital de San Redentor, una fecha (1561), correspondiente al año en que comenzó la construcción del templo nuevo, y un ladrillo cerámico con el título del templo. En la parte superior hay una hornacina con la imagen de la Virgen de la Fuensanta labrada en piedra blanca.
Posee un singular campanario, situado a la cabecera, lado de la epístola. El testero es plano, más bajo que la cobertura de la nave y luce un singular conjunto de arquitos, con un notable alero de ladrillo tipo mudéjar.
Frente al Santuario, margen derecha del barranco, se levantó la Hospedería, capaz para albergar a dos centenares de personas, que incluye cuadras, corrales, quemadores o fogones para preparar la comida y zona de refacción con mesas de asiento. La Hospedería, que fue después casa del ermitaño que cuidaba el lugar, se une al Santuario mediante un puente cubierto, con dos ojos, que cruza la madre del barranco. Mediante este puente cubierto puede pasarse de la Hospedería a la Santa Capilla. El estanque que había en la parte de la cabecera del templo, al no ser necesario ya para el riego de los huertos anexos al Santuario se quitó, convirtiendo el espacio en zona de estar, con bancos de asiento, conservándose sin embargo la fuente.
En un recodo del camino de Villel, a unos doscientos metros por debajo del Santuario, existen unas ruinas que corresponden a la antigua «Casa del Priorato» de la Orden hospitalaria. El momento de mayor esplendor del Santuario de la Fuensanta fue el siglo XVII, época en que había gran afluencia de peregrinos de todos los pueblos de la zona; y no solo durante los momentos particulares de las romerías de cada pueblo, también los domingos y festivos del año. Su decadencia comienza con el siglo XVIII, en relación con la Guerra de Sucesión (1709): el Santuario fue saqueado y su Archivo quemado por una partida de Migueletes.

## Guerra de la Independencia (1808-1813)
El 12 de junio de 1808, a instancias del Corregidor de Teruel (don Antonio de Cuadros) se formaron en Villel cuatro compañías (dos de 28 hombres y otras dos de 27 hombres), armadas con 66 escopetas que pudieron reunirse, y el resto con chuzos y palos. Al mando de sus respectivos comandantes y con raciones para cuatro días, a razón de una peseta por individuo y día, tras despedirse de sus familiares, amigos y vecinos salieron formados de la plaza Mayor al grito de ¡Viva España! ¡Guerra a los franceses!, en dirección al Santuario de la Fuensanta. Al frente iba el alcalde con la bandera de la villa, don Juan Mínguez. Allí se le colocó a la bandera una estampa de seda con la imagen de la Virgen, al tiempo que se la aclama como Patrona. El Prior del Santuario (don Miguel Garzarán), dirigió desde el púlpito una fervorosa súplica a la Virgen, «pidiéndola proteja á aquellos improvisados guerreros», que animados por su bendición salieron a defender la honra de España. Concluida la ceremonia, las cuatro compañías se dirigieron hacia la Sierra de Albarracín, a reunirse con las tropas de Teruel en la «Muela del Royo», lugar de Castielfabib. En este punto, el alcalde de Villel hizo entrega de las compañías de reclutas al comandante de la división de Teruel, capitán de infantería Ambrosio Villava: el hecho tuvo lugar en la citada «Muela del Royo», el 19 de junio de 1808.
Tras la capitulación de la ciudad de Zaragoza (la noticia llegó a la comarca a finales de febrero de 1809), algunos vecinos pudientes de Teruel llevaron sus mejores enseres mueble al Santuario de la Fuensanta de Villel, creyéndolos allí más seguros que en la capital, dado lo escondido del lugar. Pero sabidos los desmanes cometidos por la tropa francesa en el Santuario de Orihuela del Tremedal, los llevaron a otros lugares. Lo mismo hizo el Prior de la Fuensanta (don Miguel Garzarán), que avisado de los atropellos del ejército invasor llevó las mejores piezas del Santuario (alhajas, libros, incluidos los de Memorias del Santuario, documentos, etc) a Riodeva y El Cuervo, para esconderlas en lugar seguro. El 1 de noviembre pasó por el Santuario de Villel el regimiento de Soria, con dirección a Manzanera, en busca del general Blake, que según se decía operaba por la zona. A finales de año (del 20 al 21 de diciembre) llegaron a Teruel las primeras tropas francesas, entre tres y cuatro mil combatientes; muchos vecinos abandonaron sus casas, buscando refugio en Villel y en el Santuario. El día 26 llegó a Villel una partida de franceses, que regresó a la capital la misma mañana. Volvieron el día 29, «regresando á la capital más que á paso ligero, al tener noticia de que Villacampa venía á su encuentro». La vanguardia de los guerrilleros del general Villacampa llegó a Villel a media mañana de ese mismo día, y sobre el mediodía el propio general con su estado mayor: se acercó hasta el Santuario, pidiendo al Prior que descubriese la imagen de la Virgen, para orar ante ella; después, regresó a Villel. Ante el avance de la guerrilla española, el 30 de diciembre los franceses abandonaron Teruel, en dirección a Zaragoza. Al día siguiente, 31 de diciembre pasó por el Santuario toda la división del general Villacampa, y tras descansar tres días en Villel partió para Teruel.
Con la intención de tomar Valencia, el 10 de febrero de 1810 las fuerzas francesas del general Suchet regresaron a Teruel para batir a las tropas del general Villacampa, que se retiró a Villel, destinando el Santuario de la Fuensanta como hospital provisional, y depósito de municiones. Dos días después, el 12 de febrero el Villacampa subió al Santuario para visitar a los enfermos, entre ellos estaba don José Valentín de la Rica, oficial del regimiento provincial de Soria. Con este motivo, el general regaló a la Virgen de la Fuensanta «un hermosísimo cirio», que el cabildo de la catedral de Teruel le presentó en la fiesta de la Candelaria. El 16 de febrero tuvo lugar un enfrentamiento entre las tropas francesas del general Laval y las españolas del general Villacampa. La emboscada que el español le preparaba al francés en el «Estrecho de Villel» fracasó, y las tropas españolas de la parte derecha del río Turia tuvieron que retirarse por el Santuario de la Fuensanta en dirección a Tramacastiel y El Cuervo, mientras que las partidas de la izquierda del río lo hicieron por el camino de Ademuz. El fracaso de esta acción supuso abundantes pérdidas en vidas, además del saqueo de Villel, incluida la iglesia parroquial de Nuestra Señora de las Nieves. En aquella ocasión, sin embargo, los franceses no llegaron al Santuario.
Ante la imposibilidad de rendir Valencia, el general Suchet levantó el cerco y en la noche del 10 de marzo regresó hacia Aragón. Con fecha 16 de marzo llegó a Villel una división de franceses pernoctó en la villa. Al día siguiente, por las Viñuelas y la Serretilla, llegó a Tramacastiel y Ademuz. Al día siguiente (18 de marzo), la división se partió en dos columnas, una regresó a Villel por Tramacastiel y la otra por el Camino Real (de Ademuz a Teruel), aguas arriba del río Turia hasta la villa. El saqueo del Santuario de la Fuensanta tuvo lugar la tarde-noche del 18 de marzo -el Prior Garzarán relata en estos términos-:

 «Los primeros que venían llamaron á la puerta de la casa, y bajando el mismo Prior á abrirles subieron como unos ocho ó diez por entonces, después algunos otros más. Estos o ya despojaron al Prior de la venera, y de cuanto llevaba en los bolsillos, y en lo interior de la casa se llevaron pan y algo de ropa blanca, con toda la que había en dos arcas propias de la Hermana del Prior. El temor sin duda á los Jefes que venían detrás los contuvo. Los que cerraban la retaguardia entraron por el corral, y se llevaron todas las gallinas que pasaban de cuarenta, y en la Iglesia quebraron el candado conque se cierra el rejado, y se llevaron el cáliz antiguo de plata, la alba y los manteles del altar que eran de muselina, con toda la cera que habría cerca de una arroba. Rompieron también la puertecilla del tabernáculo, que por olvido estaba cerrada y todos los almarios pequeños de la sacristia que también estaban cerrados. Como se marcharon todos luego á Villel se quedó esto tranquilo, aunque bastante despojado, y se creyó que no volverían. Pero á las ocho de la noche poco más ó menos vino un enjambre de ellos, algunos con fusiles y casi todos con sables. La entrada fué suave; pero luego comenzaron á discurrir por toda la casa sin dejar rincón que no registraran. Rompieron puertas, almarios, arcas y cuanto hallaron cerrado. Desquiciaron los calajes de los ornamentos y la puerta de la tribuna. Quebraron vidrios, bajilla y quanto encontraron. Y furiosos porque cada uno no llevaba el dinero que quería, reconocieron á quantos había en el Santuario, que eran quatro hombres, seis mugeres y el Prior. A este lo hicieron desabrochar hasta seis veces. Y á todos los apalearon con los sables, fusiles y palos que traían. El Prior en el cuarto de su habitación creyó ser aquel el último día de su vida...».
Villel en la Guerra de la Independencia (1808-1813), Pedro-Benito Gómez Gómez

El suma, el Santuario quedó completamente desmantelado, llevándose los franceses las alhajas de la Virgen, los comestibles y toda clase de ropa, hasta el punto que «ni en la Iglesia ni en la casa (del Prior) dejaron cosa de algún valor».
El 12 de noviembre de 1810 tuvo lugar un sangriento encuentro entre las tropas españolas, al mando de Villacampa y las francesas, al mando del general Klopicki. La batalla comenzó a las diez de la mañana, y aunque los españoles estaban bien posicionados en torno del Santuario tuvieron que retirarse ante el superior avance francés: el provincial de Soria y Cariñena se retiraron a Tramacastiel y El Cuervo, los demás a Riodeva y Libros.
Viendo los preparativos para esta batalla, el Prior Garzarán solicitó al coronel (don Ramón Gayán) permiso para ausentarse del Santuario, lo obtuvo, junto con una escolta que le acompañó hasta un monte próximo llamado «El Calarizo», donde había apostada una compañía de soldados españoles; allí se encontró con el anciano párroco de Villel. En su marcha, el Prior llevó consigo la imagen de la Virgen: Desde la cúspide del Calarizo, que domina una gran extensión de terreno, dice el Prior que presenciaron el combate observando todos los movimientos de ambos ejércitos.
Según el Prior Garzarán, las bajas de las fuerzas españolas fueron unos 30 heridos y 21 muertos (entre ellos el capitán don Claudio Frasno, cuñado del coronel don Ramón Gayán). Por parte de los franceses hubo 800 bajas: vecinos de Villel aseguraron que varios cientos de heridos fueron llevados al hospital de Teruel, «entre ellos varios oficiales, de los que murieron dos á consecuencia de las heridas recibidas». Por los montes y barrancos próximos se encontraron algunos cadáveres de soldados franceses; los que no pudieron ser enterrados los quemaron esa misma noche.
Los días 12 y 13 de noviembre de 1810, Villel y el Santuario de la Fuensanta fueron saqueados por segunda vez: 

«En esta ocasión agotaron lo poco que habían dejado la vez primera, sumiendo á estos habitantes en la mayor miseria; puesto que en vez de leña, y para que el despojo fuera total, quemaron mesas, sillas, puertas, camas y cuantos muebles de madera pudieron encontrar. […] En el Santuario […] además de romper las puertas del templo y de la casa (del Prior), robaron lodo lo que para ellos pudiera tener alguna utilidad. Comestibles y ropa de todas clases fué objeto de su insaciable codicia. Manteles, sábanas, camisas y demás prendas de ropa blanca de lienzo é hilo, no dejaron absolutamente nada, atribuyéndolo á que debieron emplearlas en vendajes para curar á los numerosos heridos que tuvieron en esta acción. A milagro y no pequeño, atribuye el señor Garzarán el que los franceses no entregaran á las llamas el Santuario, máxime habiendo sido tan duramente castigados y existiendo en el salón muchos haces de cáñamo que los oficiales de Soria y Cariñena, á falta de cama, habían extendido para descansar con relativa comodidad en las noches del 10 y 11 de Noviembre».
Villel en la Guerra de la Independencia (1808-1813), Pedro-Benito Gómez Gómez

El 21 de noviembre de 1810 se presentó en el Santuario el Mariscal de Campo don Pedro Villacampa, «á dar gracias á Nuestra Señora por la conservación de la division de su mando en el ataque del dia doce. El Prior celebró la misa á intención de dicho Señor; y durante la misa tañó toda la música de los batallones varias sonatas serias». Como ofrenda, el Mariscal donó al Prior cuarenta reales por la misa, ochenta al Santuario y ciento setenta a los músicos. Dos días después (23 de noviembre) el Mariscal marchó en dirección a Jabaloyas con su ejército.
Durante el año 1811, las tropas francesas estuvieron seis veces el Villel. Refiere el Prior de la Fuensanta (don Miguel Garzarán) que:

«[...], escarmentado con los atropellos de la tarde y noche del 18 de Marzo de 1811, cuando en lo sucesivo tenía la menor noticia de que los franceses se aproximaban á Teruel ó andaban por esta comarca, huía á las montañas llevando siempre consigo la venerada imagen de Nuestra Señora, pasando á la intemperie muchos días y noches, hospedándose generalmente en un corral del «Calarizo», hasta que desaparecido el peligro la devolvía al Santuario. Pero cambiando la situación con el establecimiento definitivo de los franceses en Teruel, y no atreviéndose á permanecer en despoblado expuesto constantemente á los desmanes de los fugitivos, dispersos y malhechores, determinó trasladar su residencia á la Villa, lo que ejecutó conseguido el oportuno permiso, llevando la imagen de la Fuensanta á la Iglesia parroquial, colocándola para darla el culto debido en la capilla y urna de santa Otilia, á primeros de febrero de 1811. Para celebrar la fiesta principal del 8 de septiembre se colocó en el altar mayor».
Villel en la Guerra de la Independencia (1808-1813), Pedro-Benito Gómez Gómez

A principios de julio de 1813, con motivo de la marcha de las tropas francesas de la plaza de Teruel, hubo en Villel una celebración religiosa de acción de gracias, con misa solemne y Te Deum. Igualmente cuando los franceses abandonaron Zaragoza. Posteriormente (el 24 de octubre), la imagen de la Virgen se trasladó de la Iglesia parroquial al Santuario, concurriendo a la procesión gran cantidad de gente de la villa y pueblos circunvecinos. En total, durante la Guerra de la Independencia Española, entre el 26 de diciembre de 1808 y el 6 de febrero de 1813, los franceses estuvieron en Villel veintiocho veces.

## Galería

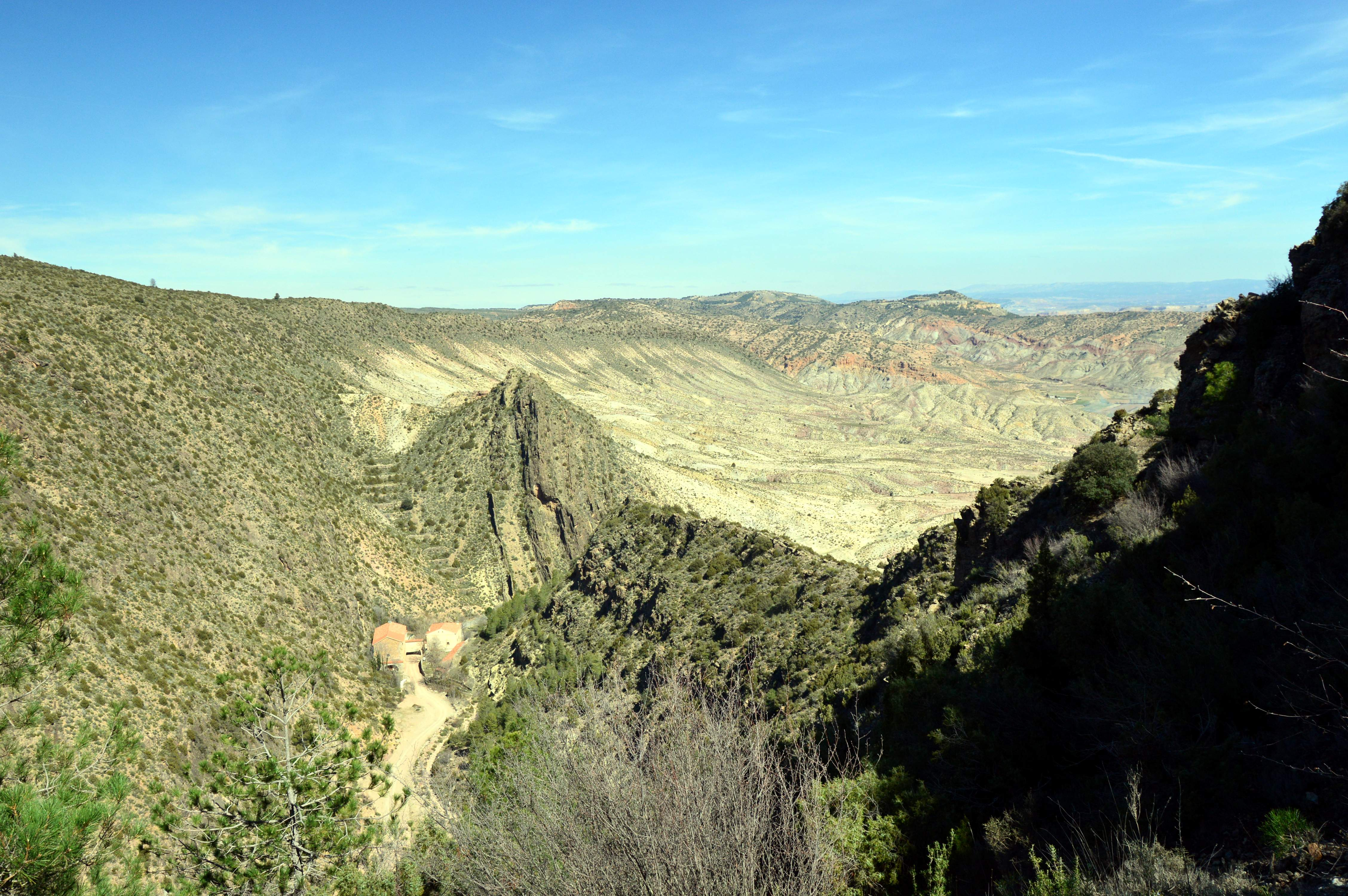
Santuario de la Fuensanta (Villel, Teruel), 2019.
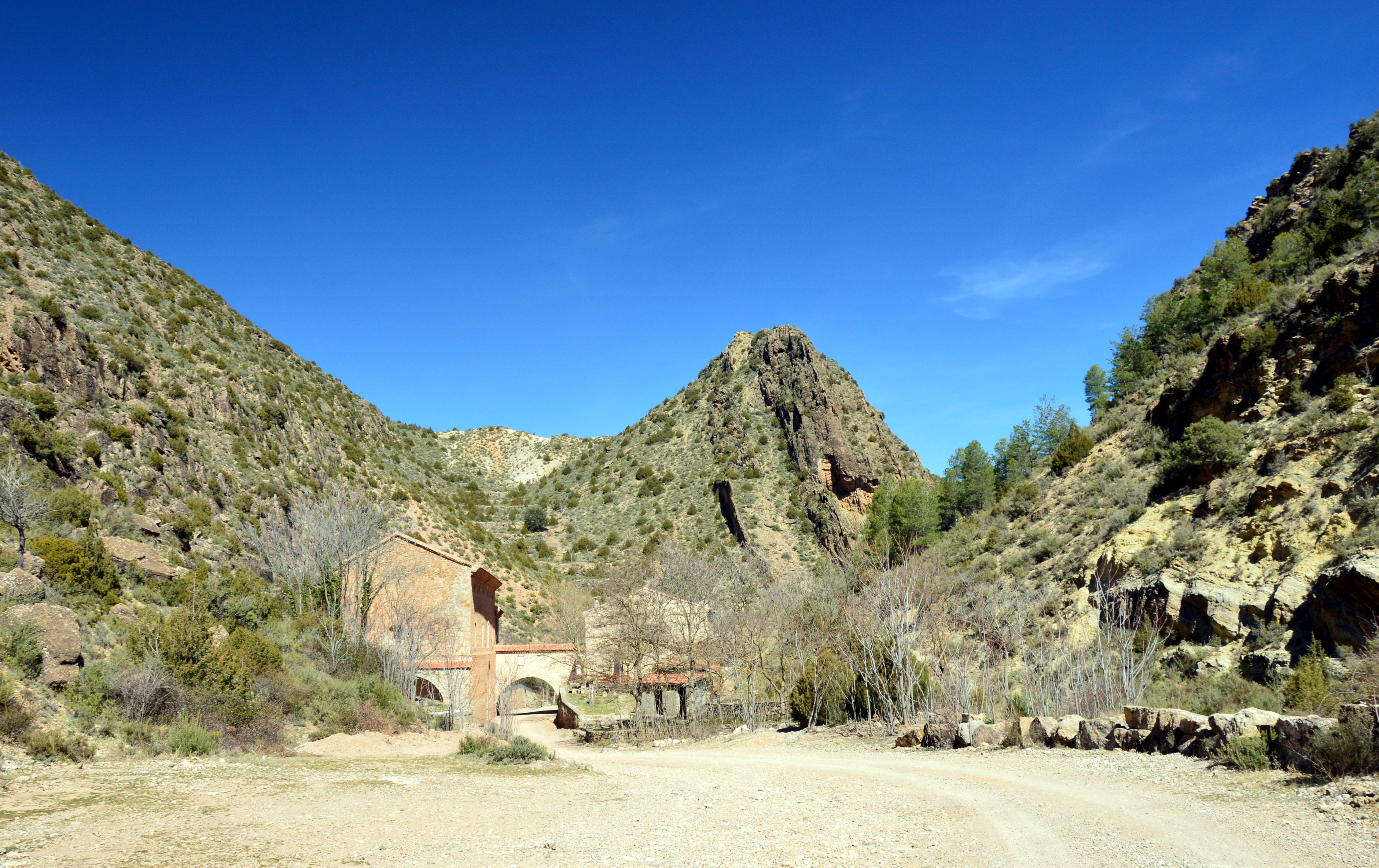
Santuario de la Fuensanta (Villel, Teruel), 2019.
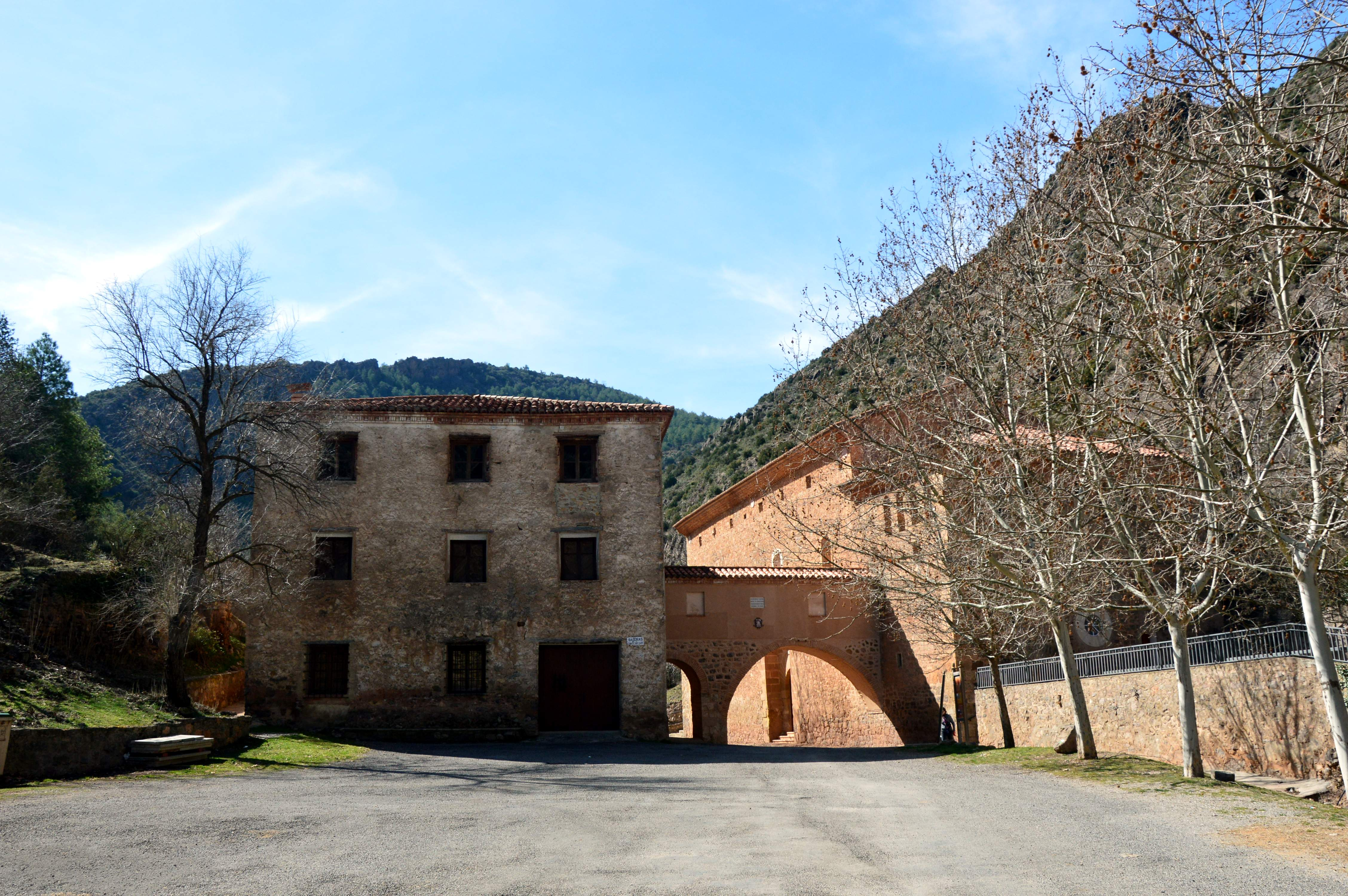
Santuario de la Fuensanta (Villel, Teruel), 2019.
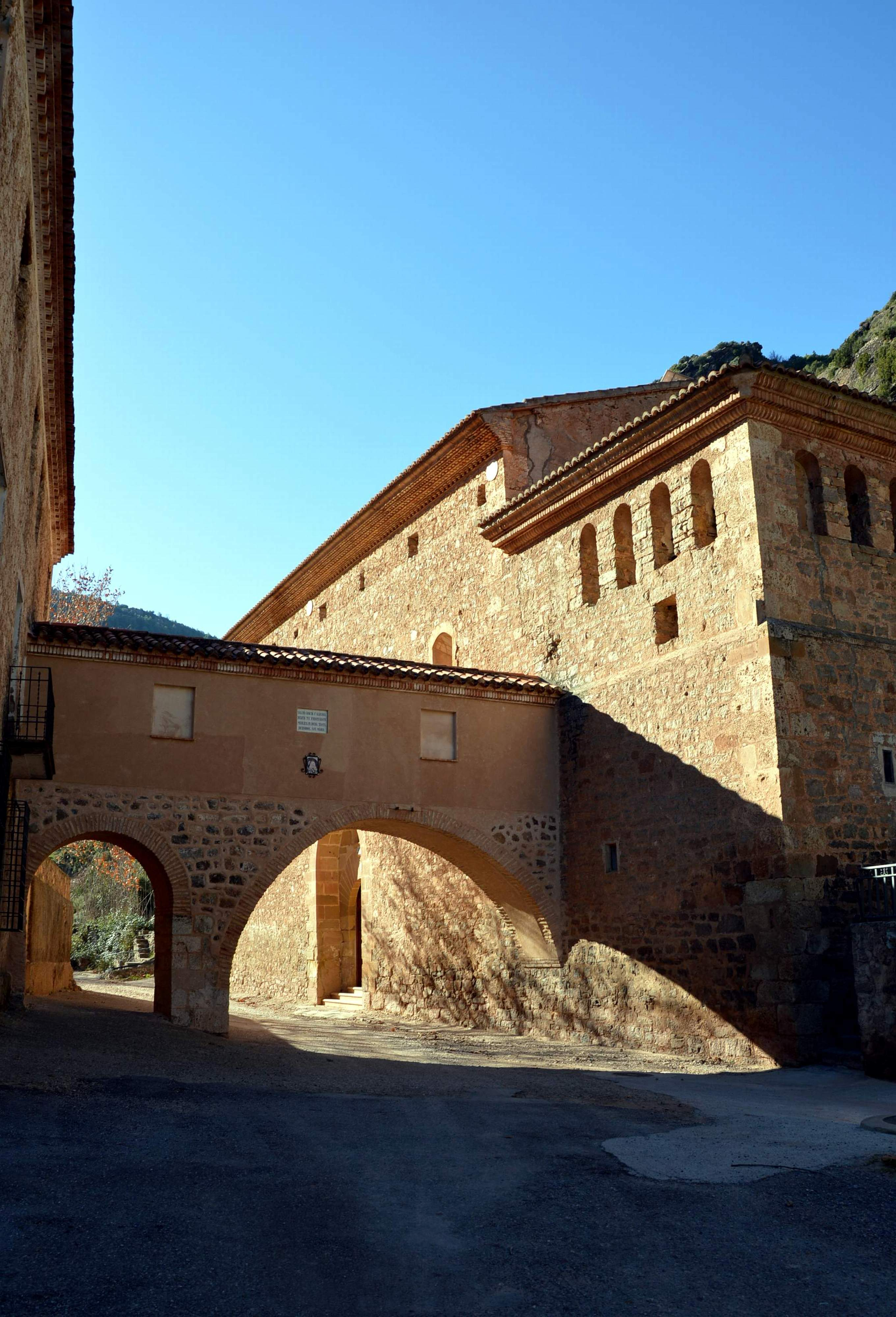
Santuario de la Fuensanta (Villel, Teruel), 2015.
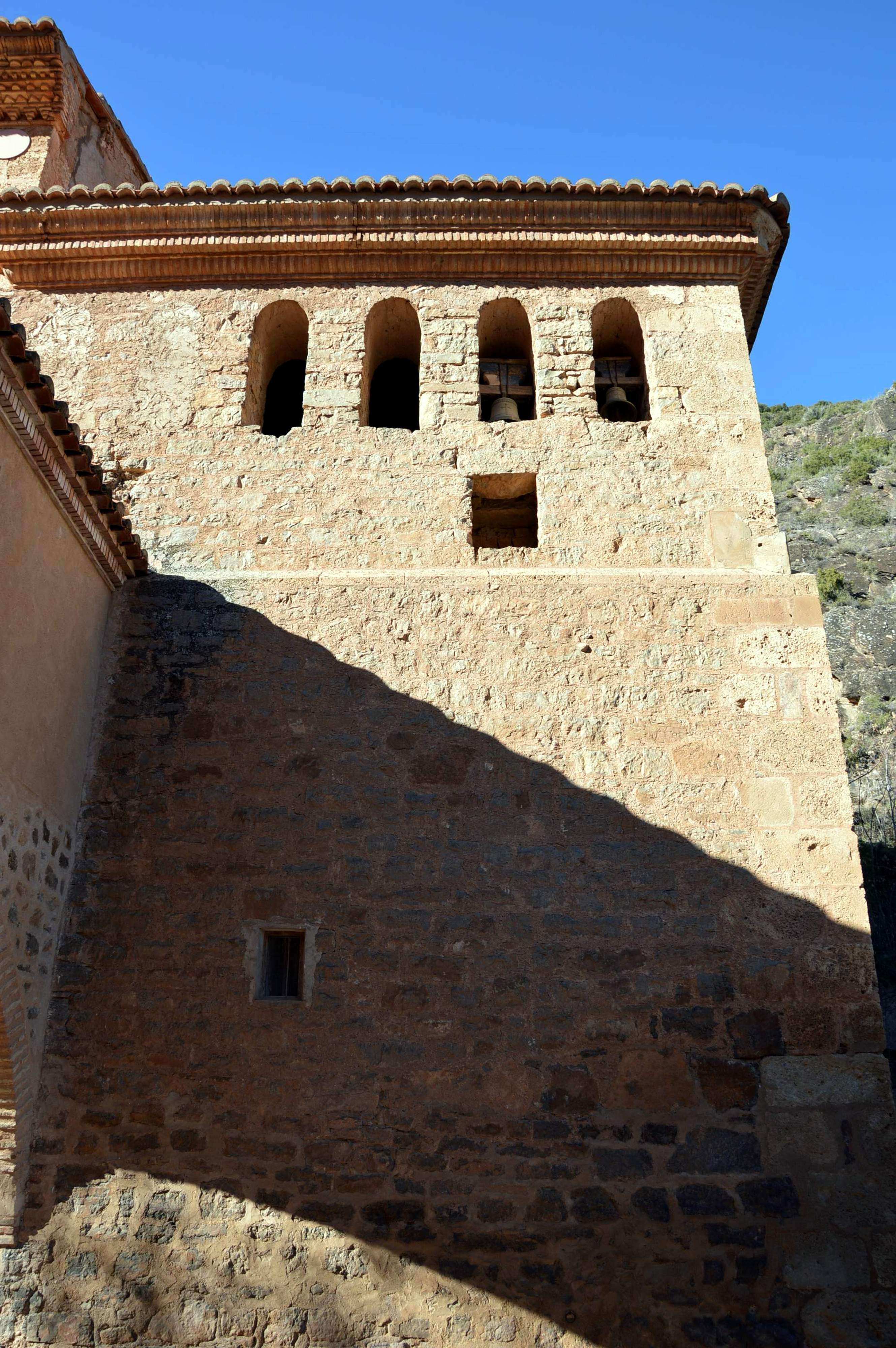
Santuario de la Fuensanta (Villel, Teruel), 2015.
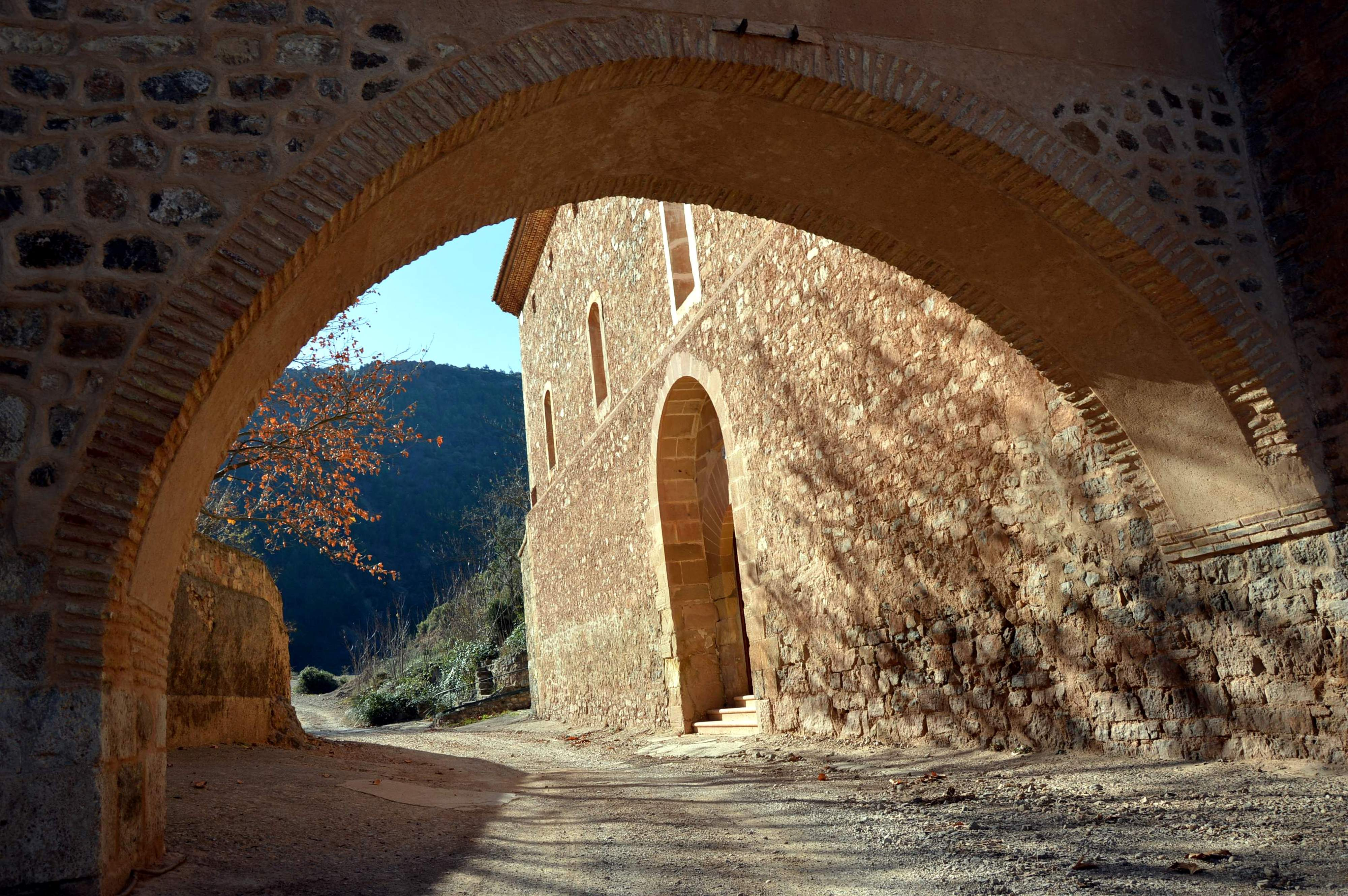
Santuario de la Fuensanta (Villel, Teruel), 2015.
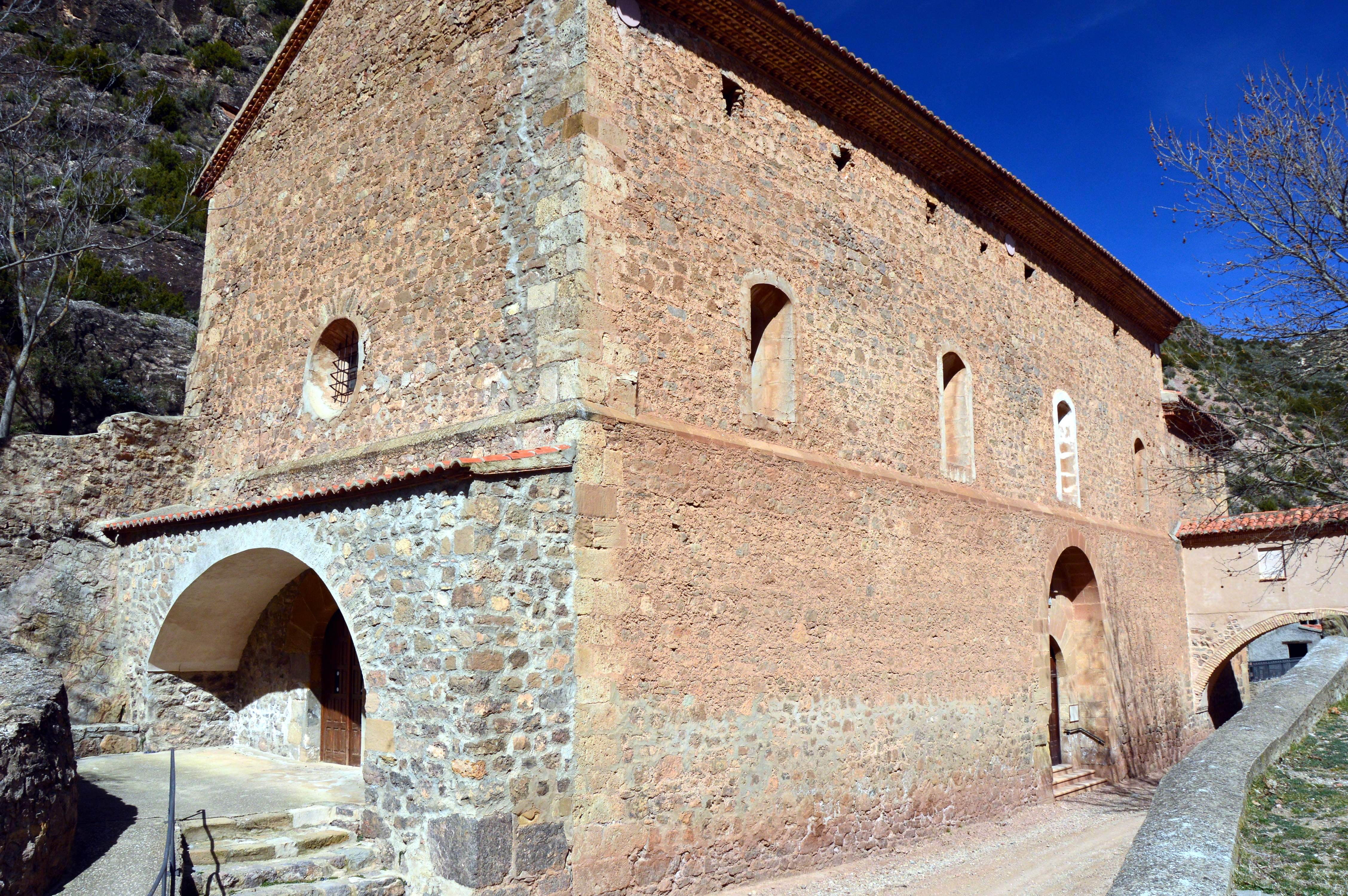
Santuario de la Fuensanta (Villel, Teruel), 2019.
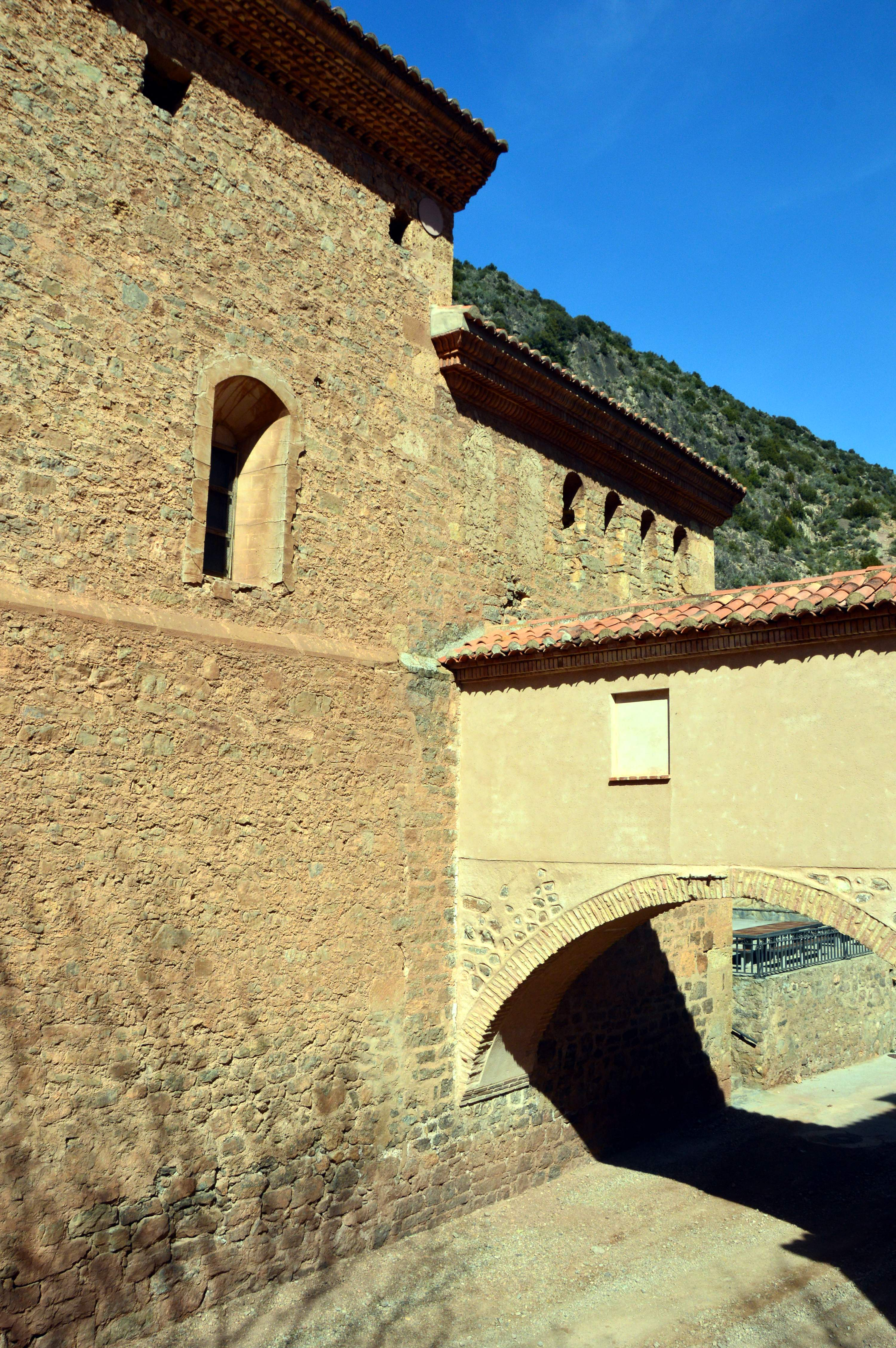
Santuario de la Fuensanta (Villel, Teruel), 2019.
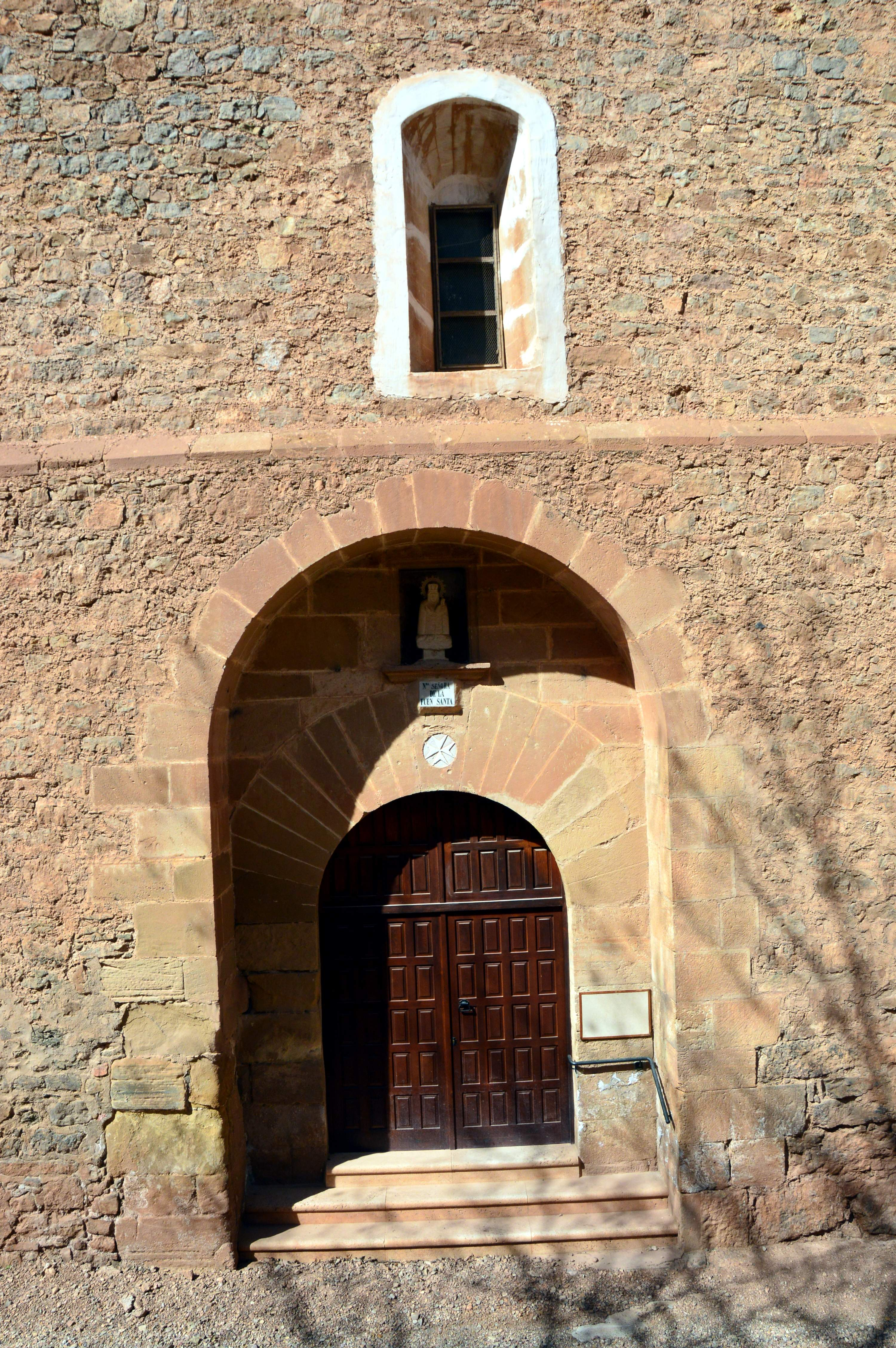
Santuario de la Fuensanta (Villel, Teruel), 2019.
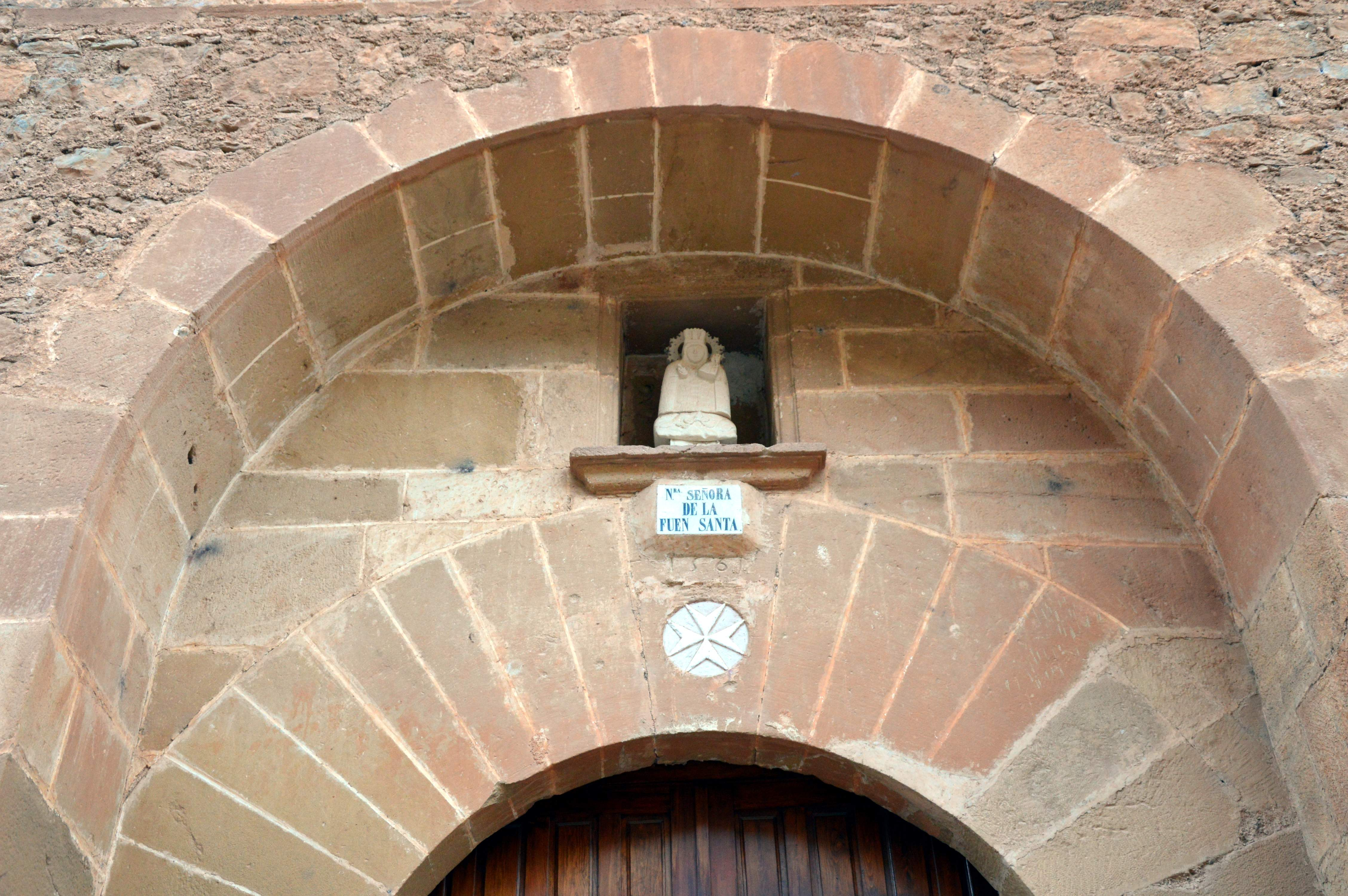
Santuario de la Fuensanta (Villel, Teruel), 2019.
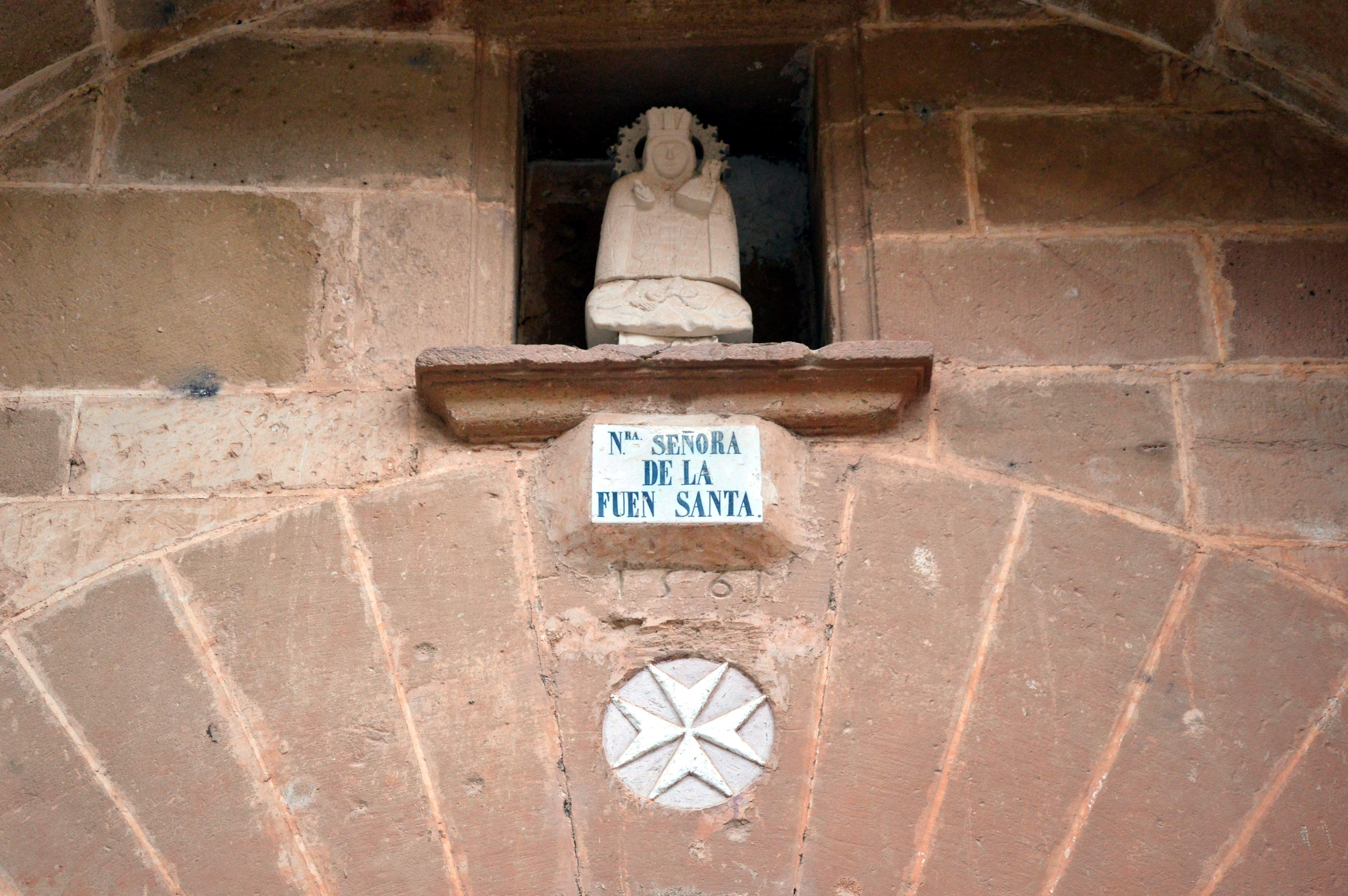
Santuario de la Fuensanta (Villel, Teruel), 2019.
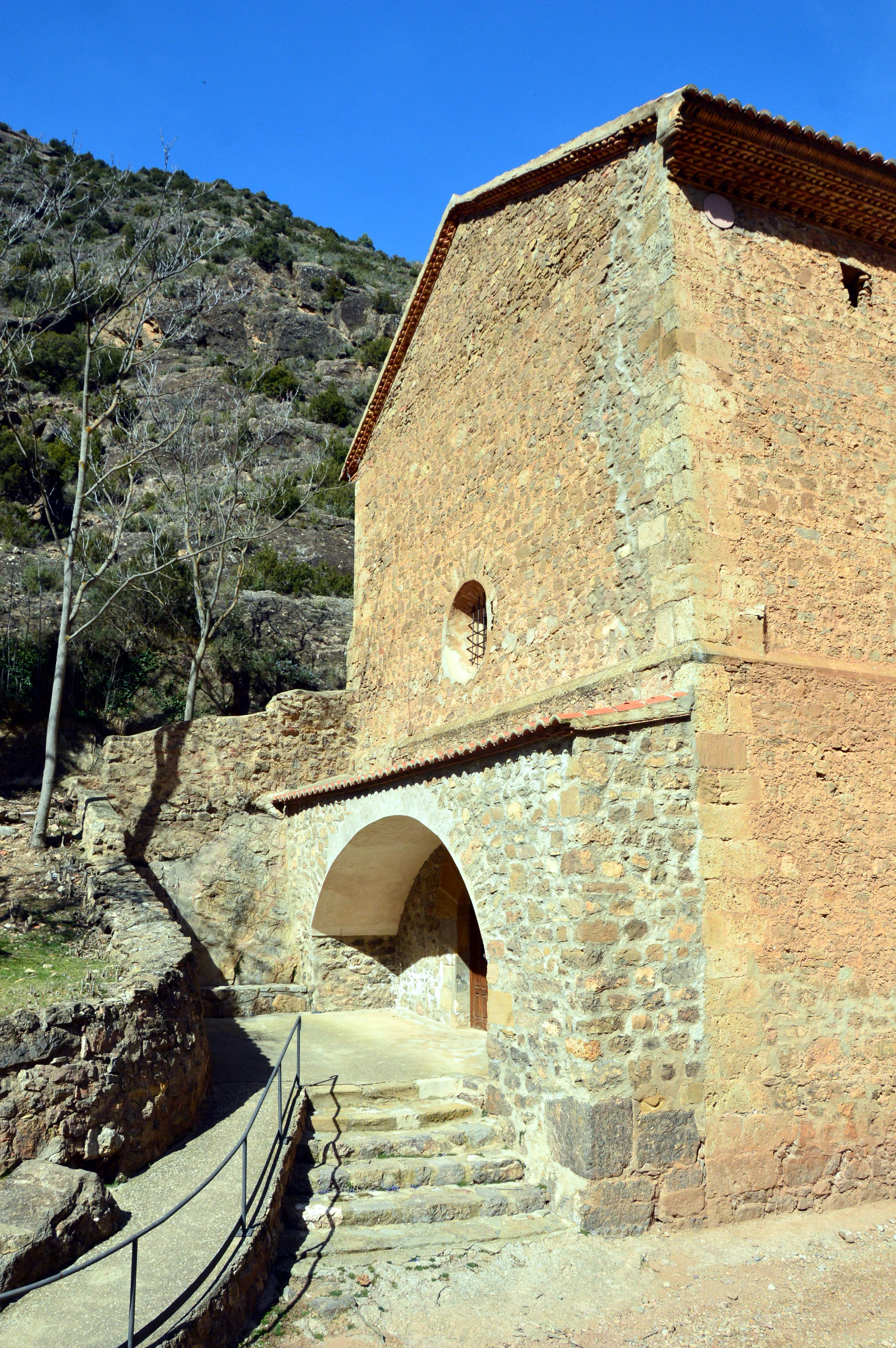
Santuario de la Fuensanta (Villel, Teruel), 2019.
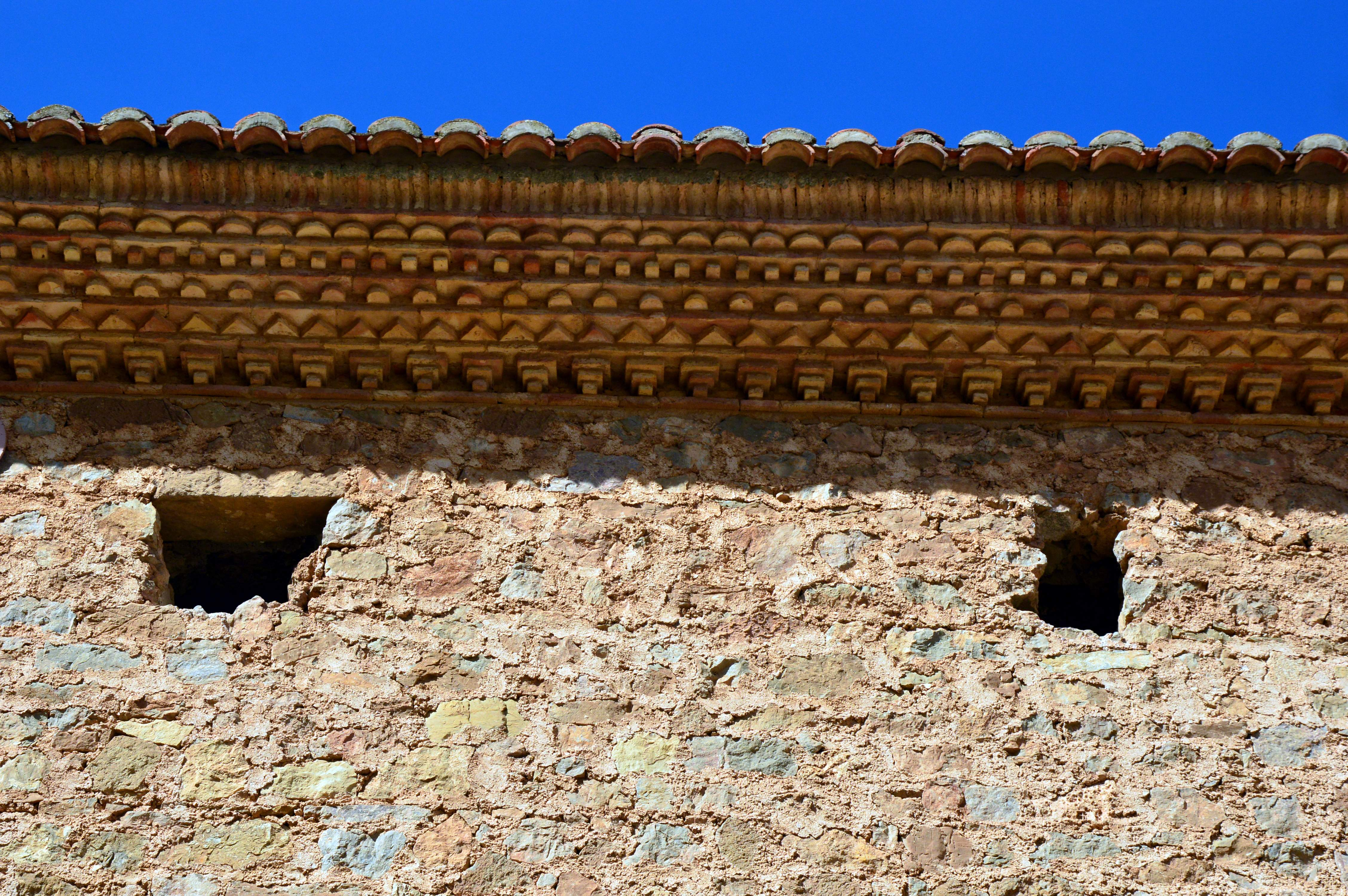
Santuario de la Fuensanta (Villel, Teruel), 2019.

## Otros santuarios de la misma advocación en España
- Santuario de Nuestra Señora de la Fuensanta, situado en Córdoba.
- Santuario de Nuestra Señora de la Fuensanta, situado en Murcia.